# Deutscher Rüstungsexport

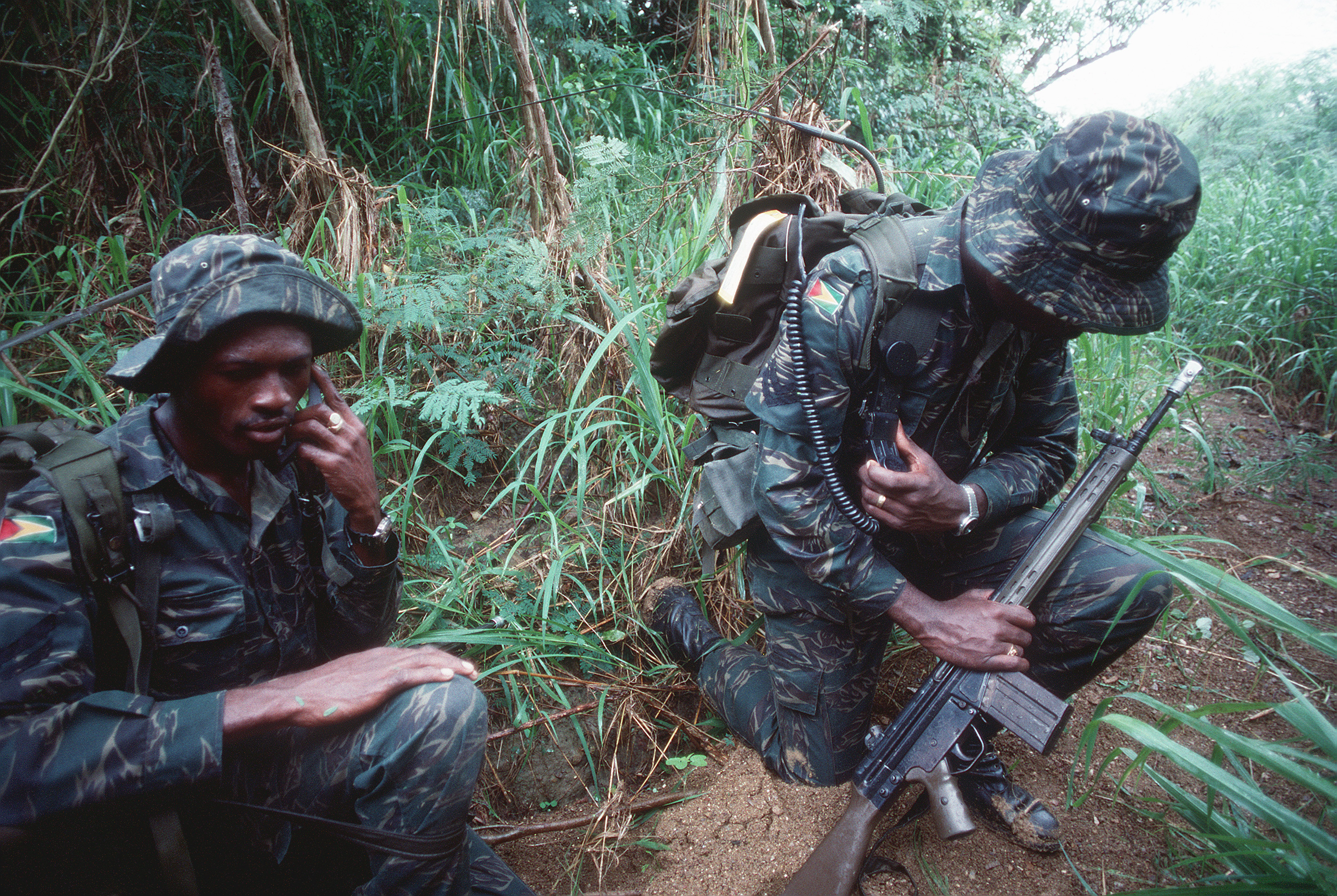
Das weltweit exportierte und nach der Kalaschnikow am meisten verbreitete Sturmgewehr ist das Heckler & Koch G3.
Hier sieht man die Waffe bei den Guyana Defense Forces. In Libyen wurde das Nachfolger-Sturmgewehr HK G36 von Gaddafis Truppen 2011 im Bürgerkrieg gegen die Rebellen eingesetzt

Der deutsche Rüstungsexport ist der Außenhandel von Unternehmen, Konsortien und der Bundeswehr aus der Bundesrepublik Deutschland mit Rüstungsgütern und Kriegswaffen. Der Export eines Großteils dieser Güter unterliegt dem Kriegswaffenkontrollgesetz und bedarf der Genehmigung des Bundessicherheitsrats.
Dafür stehen verschiedene Datenquellen zur Verfügung: Die seit 1999 jährlich erscheinenden Rüstungsexportberichte der deutschen Bundesregierung führen die erteilten Exportgenehmigungen für alle Rüstungsgüter nach Ländern, nach Ausfuhrlistenpositionen sowie die tatsächlichen Ausfuhren nach Ländern für die Teilmenge der Kriegswaffen auf. Eine Aufschlüsselung der Exportgenehmigungen nach Ländern und Ausfuhrlistenpositionen gleichzeitig erfolgt in den gemeinsamen EU-Jahresberichten („Jahresbericht gemäß Artikel 8 Absatz 2 des Gemeinsamen Standpunkts 2008/944/GASP des Rates betreffend gemeinsame Regeln für die Kontrolle der Ausfuhr von Militärtechnologie und Militärgütern“). Zudem erhebt das Stockholmer Friedensforschungsinstitut SIPRI seit 1950 internationale Daten zum Im- und Export schwerer konventioneller Waffen (major conventional weapons).
2022 wurden Exportgenehmigungen für Rüstungsgüter im Wert von 8,4 Milliarden Euro erteilt. Der Anteil von EU-Ländern lag bei 40,3 Prozent, der von NATO- und NATO-gleichgestellten Ländern bei 21,0 Prozent und der von Drittländern bei 38,7 Prozent. Laut SIPRI-Daten war Deutschland 2019 mit einem Weltmarktanteil von 4,4 Prozent hinter den Vereinigten Staaten (39,5 %), Russland (17,3 %), Frankreich (12,4 %) und China (5,2 %) der fünftgrößte Waffenexporteur.

## Entwicklung
|      | EU-Länder | EU-Länder | NATO(-gleich- gestellte) Länder | NATO(-gleich- gestellte) Länder | Drittländer | Drittländer | Gesamt |
| Jahr | Mio. €    | Anteil    | Mio. €                          | Anteil                          | Mio. €      | Anteil      | Mio. € |
| ---- | --------- | --------- | ------------------------------- | ------------------------------- | ----------- | ----------- | ------ |
| 1996 | 615       | 28,2 %    | 720                             | 33,0 %                          | 850         | 38,9 %      | 2.185  |
| 1997 | 732       | 35,5 %    | 733                             | 35,6 %                          | 596         | 28,9 %      | 2.061  |
| 1998 | 632       | 22,0 %    | 1.208                           | 42,0 %                          | 1.033       | 36,0 %      | 2.874  |
| 1999 | 702       | 23,2 %    | 1.543                           | 51,0 %                          | 783         | 25,9 %      | 3.028  |
| 2000 | 1.284     | 45,1 %    | 964                             | 33,8 %                          | 600         | 21,1 %      | 2.847  |
| 2001 | 1.330     | 36,1 %    | 1.011                           | 27,4 %                          | 1.346       | 36,5 %      | 3.686  |
| 2002 | 1.364     | 41,9 %    | 1.150                           | 35,3 %                          | 745         | 22,9 %      | 3.258  |
| 2003 | 1.892     | 38,9 %    | 1.359                           | 27,9 %                          | 1.613       | 33,2 %      | 4.864  |
| 2004 | 1.916     | 50,3 %    | 811                             | 21,3 %                          | 1.080       | 28,4 %      | 3.807  |
| 2005 | 1.440     | 34,2 %    | 1.120                           | 26,6 %                          | 1.656       | 39,3 %      | 4.216  |
| 2006 | 1.863     | 44,5 %    | 1.174                           | 28,0 %                          | 1.151       | 27,5 %      | 4.189  |
| 2007 | 1.297     | 35,4 %    | 1.141                           | 31,1 %                          | 1.230       | 33,5 %      | 3.668  |
| 2008 | 1.839     | 31,8 %    | 809                             | 14,0 %                          | 3.141       | 54,3 %      | 5.788  |
| 2009 | 1.445     | 28,7 %    | 1.106                           | 21,9 %                          | 2.492       | 49,4 %      | 5.043  |
| 2010 | 2.315     | 48,7 %    | 1.056                           | 22,2 %                          | 1.383       | 29,1 %      | 4.754  |
| 2011 | 1.954     | 36,1 %    | 1.163                           | 21,5 %                          | 2.298       | 42,4 %      | 5.415  |
| 2012 | 971       | 20,7 %    | 1.129                           | 24,0 %                          | 2.604       | 55,4 %      | 4.704  |
| 2013 | 1.168     | 20,0 %    | 1.071                           | 18,3 %                          | 3.606       | 61,7 %      | 5.846  |
| 2014 | 817       | 20,6 %    | 753                             | 18,9 %                          | 2.404       | 60,5 %      | 3.974  |
| 2015 | 2.474     | 31,5 %    | 763                             | 9,7 %                           | 4.621       | 58,8 %      | 7.859  |
| 2016 | 1.353     | 19,8 %    | 1.827                           | 26,7 %                          | 3.668       | 53,6 %      | 6.848  |
| 2017 | 1.483     | 23,8 %    | 965                             | 15,5 %                          | 3.795       | 60,8 %      | 6.242  |
| 2018 | 1.054     | 21,8 %    | 1.221                           | 25,3 %                          | 2.550       | 52,9 %      | 4.824  |
| 2019 | 3.142     | 39,2 %    | 1.342                           | 16,7 %                          | 3.531       | 44,1 %      | 8.015  |
| 2020 | 1.904     | 32,7 %    | 1.001                           | 17,2 %                          | 2.919       | 50,1 %      | 5.824  |
| 2021 | 1.620     | 17,3 %    | 1.781                           | 19,0 %                          | 5.951       | 63,3 %      | 9.352  |
| 2022 | 3.366     | 40,3 %    | 1.760                           | 21,0 %                          | 3.237       | 38,7 %      | 8.362  |
| 2023 | 3.278     | 27,0 %    | 2.791                           | 23,0 %                          | 6.061       | 50,0 %      | 12.131 |

Umfang deutscher Rüstungsexportgenehmigungen

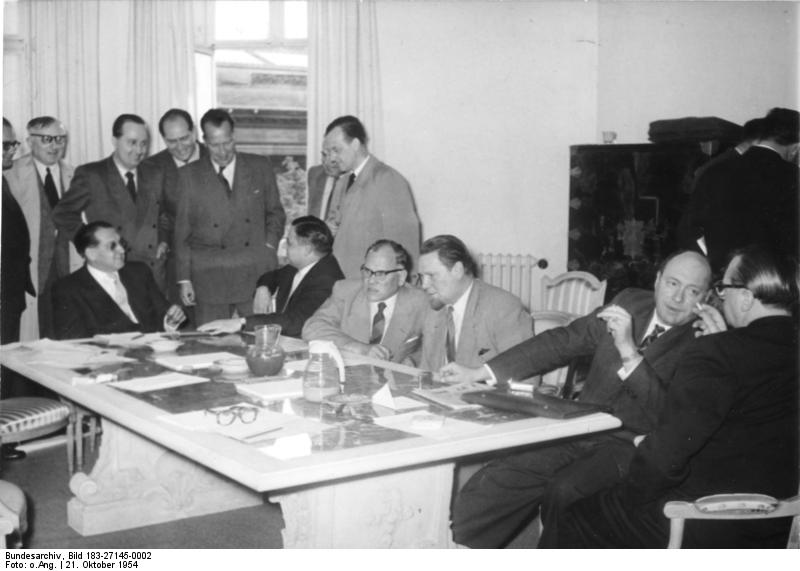
Verhandlungen zu den Pariser Verträgen 1954 u. a. mit Franz Josef Strauß: Mit der Wiederbewaffnung Deutschland wurde eine Deutsche Rüstungsindustrie genehmigt, die im Rahmen der Westbindung auch weltweit exportieren durfte.

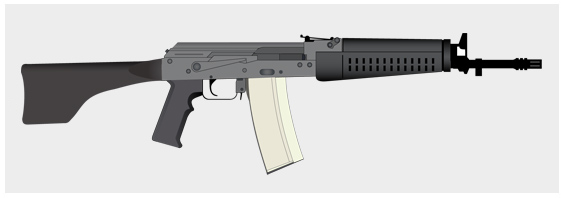
Das Wieger 941 wurde für den Export entwickelt und produziert, aber wegen des Zusammenbruchs der DDR nicht mehr exportiert.

Die Aufrüstung der kaiserlichen Marine vor dem Ersten Weltkrieg sicherte in Deutschland aufstrebenden Unternehmen Aufträge und unterstützte den Ausbau ihrer Kapazitäten. Der Marinebedarf galt vor 1914 als der technologisch anspruchsvollste und innovativste Rüstungssektor. Von den damals produzierten Schiffen wurden keine exportiert.
Bald nach der Gründung der DDR begann deren Rüstungsindustrie mit der Produktion von Wehrtechnik. Die Nationale Volksarmee verwendete bis zu ihrem Ende vor allem sowjetische Waffen. Das Gesamtvolumen an wehrtechnischen Gütern und Dienstleistungen der DDR betrug 1989 insgesamt 3,7 Milliarden Mark, davon wurde Wehrtechnik in einem Wertvolumen von 1,4 Milliarden Mark exportiert. Hauptabnehmer war die Sowjetunion. Aus der UdSSR erhielt die DDR Lizenzen zur Produktion von z. B. Sturmgewehren der Serie AK-47 („Kalaschnikow“), die beim VEB Geräte- und Werkzeugbau Wiesa (GWB) gefertigt wurden. Die DDR entwickelte im GWB Wiesa auf der Grundlage des AK47 ab 1985 die Wieger-Waffenfamilie und exportierte auch in das „Nichtsozialistische Wirtschaftsgebiet“. Um 1980 gingen Rüstungslieferungen für etwa 200 Millionen Mark jährlich an afrikanische Länder. Außerdem wurden Reparaturen von sowjetischen Militärflugzeugen (VEB Flugzeugwerft Dresden, heute Elbe Flugzeugwerke GmbH) für befreundete Länder durchgeführt, wie auch für Iran und den Irak während deren gegeneinander geführtem Krieg.
Nach dem Zweiten Weltkrieg wurde die deutsche Rüstungsindustrie im Rahmen der Demilitarisierung Deutschlands zunächst aufgelöst. In der Bundesrepublik Deutschland erlebte sie im Rahmen von Westintegration und Wiederbewaffnung in der Mitte der 1950er Jahre eine neue Blüte mit ersten Exportprodukten. In der Öffentlichkeit wollte keine Bundesregierung offen Stellung zu ihrer Exportpolitik nehmen.
Unter der ersten sozialliberalen Koalition wurden 1971 die „Politischen Grundsätze der Bundesregierung für den Export von Kriegswaffen und sonstigen Rüstungsgütern“ festgelegt, die für NATO-Staaten grundsätzlich keine Beschränkung von Rüstungsexporten vorsahen, während andere Staaten grundsätzlich keine Kriegswaffen erhalten und auch Exporte sonstiger Rüstungsgüter „so weit wie möglich“ beschränkt werden sollten. Die vom Kabinett Schmidt III 1982 eingeführte Neufassung der Grundsätze sah vor, für in NATO-Länder exportierte Rüstungsgüter den Endverbleib im NATO-Bereich sicherzustellen. Für die ausnahmsweise Genehmigung von Exporten in andere Länder sollten vor allem außen- und sicherheitspolitische Interessen statt beschäftigungspolitischer Gründe berücksichtigt werden, um den Aufbau zusätzlicher, exportspezifischer Kapazitäten zu verhindern.
Nach dem Ende des Kalten Krieges um 1990 sanken in vielen Ländern die Rüstungs- und Verteidigungsausgaben stark. Im Rahmen von Abrüstungsvereinbarungen wurden viele Waffen verschrottet. Friedensdividende bezeichnet die Entlastung der Staatshaushalte bzw. den gesellschaftlichen Wohlstandsgewinn, der durch anderweitige Verwendung dieser Gelder entstehen konnte / kann.
Durch die Aufrüstung im Zuge des Kriegs gegen den Terror seit 2001 (9/11) expandierte die Rüstungsindustrie und ihre Exporte. So stieg der Jahresdurchschnitt des internationalen Handels mit schweren konventionellen Waffen in den Jahren 2005 bis 2009 um 22 Prozent im Vergleich zum Jahresdurchschnitt für die Jahre 2000 bis 2004. Unternehmen, die militärische und zivile Produkte herstellen, versuchen teilweise, den zivilen Anteil zu verkaufen (z. B. BAE Systems hat seinen Airbusanteil 2006 verkauft), um den militärischen Anteil zu erhöhen.
Gleichzeitig sank im deutschen Rüstungssektor die Zahl der Beschäftigten von etwa 290.000 (1990) auf 80.000 im Jahr 2002.
Die deutsche Rüstungsindustrie steigerte in dem Zeitraum ab 1996 ihr Exportvolumen deutlich, von durchschnittlich 2,6 Milliarden Euro im 5-Jahres-Zeitraum 1996–2000 auf 6,4 Milliarden Euro 2016–2020. Dies ist vor allem auf eine Steigerung der Exporte in Drittstaaten zurückzuführen, auf die 1996–2000 noch 29,7 Prozent der Exportgenehmigungen entfielen und 2016–2020 51,8 Prozent. Politisch wurde die Aussage „Alles was schwimmt, geht!“ zu einer Art „rüstungspolitischem Grundsatz“ (Die Welt). Deutlich wird dies vor der Realität, dass 2010 von 36 Staaten, die weltweit über nicht-nukleare U-Boote verfügen, mehr als die Hälfte U-Boote deutscher Herkunft im Einsatz haben. Kriegsschiffe machten 1999 fast die Hälfte aller Exportgenehmigungen aus,:20 2020 betrug der Anteil 26,4 Prozent.:27
Ab 2014 genehmigte der Bundessicherheitsrat zahlreiche Ausfuhren in arabische Länder (VAE, Katar, Jordanien, Saudi-Arabien u. a.) mit der Begründung, die Staaten müssten sich gegen die Bedrohung des Islamischen Staates wehren.
Im Jahr 2019 erhielten deutsche Unternehmen Genehmigungen für Rüstungsexporte von in Summe acht Milliarden Euro, was die höchste jemals erfasste Summe für derartige Exporte ist.

## Rechtlicher Rahmen
In der Bundesrepublik regelt das Kriegswaffenkontrollgesetz die Herstellung, den Handel, die Vermittlung und die Ausfuhr von Kriegswaffen. Formal hat kein Antragsteller das Recht auf eine Genehmigung. Unter Kriegswaffen werden laut dem Kriegswaffenkontrollgesetz jene Waffen verstanden, die tatsächlich zur Kriegsführung eingesetzt werden. Der Begriff „Rüstungsgüter“ ist weiter gefasst und bezeichnet Produkte, die für militärische Zwecke hergestellt werden. Hierunter fallen beispielsweise auch LKW mit Tarnanstrich oder Aufklärungsdrohnen.
Wichtige Kriterien sind zudem die Menschenrechtslage im Empfängerland und die Frage, ob sich das Empfängerland in einem Krisengebiet befindet. 2008 beschloss der Europäische Rat einen „Gemeinsamen Standpunkt“, worin die Staats- und Regierungschefs ebenfalls Menschenrechte und regionale Stabilität als zentrale Kriterien hervorhoben. In dem Papier forderten sie eine Vereinheitlichung der Bestimmungen, die aber bisher nicht umgesetzt wurde.
Auf einer Konferenz im Juli 2012 in New York führten die UN Verhandlungen mit allen Mitgliedsländern, um ein weltweites Waffenhandelsabkommen für Kleinwaffen zu erreichen. Der Vertrag über den Waffenhandel soll den Handel mit konventionellen Waffen, vor allem Handfeuerwaffen, regeln und beschränken. In Deutschland betrifft dies vor allem den Hersteller Heckler & Koch (H&K). Durch das Abkommen würden sich die Staaten zu einer scharfen Ausfuhrkontrolle verpflichten. Die europäischen Staaten setzten sich für strikte Regelungen ein, während viele andere Länder Ausnahmen durchsetzen wollten, darunter China, das seine Geschäfte mit leichten Waffen in Dritte-Welt-Staaten in Gefahr sah. Das Abkommen wurde im April 2013 abgeschlossen. Die USA, Russland und China enthielten sich allerdings bei der Abstimmung, was darauf hindeutet, dass sie das Abkommen nicht ratifizieren werden. Kritiker bemängeln, dass der Export von Munition nicht Teil des Abkommens geworden ist.

## Genehmigungsverfahren
Nach dem Grundgesetz dürfen Kriegswaffen nur mit Genehmigung der Bundesregierung hergestellt, transportiert und exportiert werden. Entsprechende Genehmigungen müssen Unternehmen vorab beim zuständigen Bundesamt für Wirtschaft und Ausfuhrkontrolle (BAFA) beantragen. Im Jahr 2018 gingen 14.300 Anträge auf Export von Rüstungsgütern beim BAFA ein.
Bevor ein Konzern eine offizielle Anfrage für ein Geschäft stellen kann, kommt es zu Kontakten mit den entsprechenden Ressorts, um die Chancen einer Genehmigung zu klären.
Der Bundesrechnungshof mahnte 2020 in einem Bericht entgangene Gebühreneinnahmen von 5–10 Mio. Euro pro Jahr gegenüber der rüstungsexportierenden Industrie an. Obwohl seit dem Jahr 2013 das Bundesgebührengesetz die Verwaltung verpflichtet, für individuell zuordenbare öffentliche Leistungen Gebühren zu erheben, erhebt das Wirtschaftsministerium keine Gebühren für die Bearbeitung von Anträgen für Rüstungsexporte.

### Bundessicherheitsrat
Bei Geschäften in Ländern, die aus verschiedenen Gründen (Menschenrechtsverletzungen, Diktaturen etc.) als „kritisch“ gelten, entscheidet der Bundessicherheitsrat über ein Zustandekommen. Dies gilt auch, wenn sich die beteiligten Ressorts nicht einigen können. Der Bundessicherheitsrat ist ein Kabinettsausschuss und das höchste Organ für die deutsche Sicherheitspolitik. Das Gremium hat neun ständige Mitglieder. Neben dem Kanzler, dem Vizekanzler und dem Bundeskanzleramtschef gehören ihm die Minister für Finanzen, Auswärtiges, Inneres, Justiz, Verteidigung und Entwicklung an.
Der Rat entscheidet mit einfacher Mehrheit über Exportgenehmigungen für Waffen und andere Rüstungserzeugnisse. Seine Beratungen finden bei Bedarf statt und sind geheim – die Öffentlichkeit wird über Termine und Tagesordnungen nicht informiert. Die Protokolle werden als geheime Verschlusssache im Bundeskanzleramt behandelt.
Während in der Regierung von Bundeskanzler Gerhard Schröder auf eine einvernehmliche Entscheidung des geheim tagenden und seine Mitglieder zu Verschwiegenheit anhaltenden Rates geachtet wurde, wurden unter Kanzlerin Angela Merkel (Kabinett Merkel I und II) Mehrheitsentscheidungen eingeführt und immer öfter gelangen auch wirtschaftlich interessante Tagungspunkte wohldosiert in die einschlägig informierende Presse.

### Parlamentarische Kontrolle
Der Bundestag oder der Bundesrat hat keine unmittelbare Mitsprache bei den Genehmigungsverfahren: Die Exportgenehmigungen sind nach einer Entscheidung des Bundesverfassungsgerichts verfassungsmäßig garantierter (Art. 26 Abs. 2) „Kernbereich exekutiver Eigenverantwortung“. Der Bundestag kann protestieren oder gesetzgeberisch tätig werden, z. B. das Kriegswaffenkontrollgesetz durch eine einfache Gesetzesänderung ändern.

### Politische Kontroversen
Der Export von Kriegswaffen ist seit jeher ein Politikum. Die Genehmigungspolitik der jeweiligen Bundesregierung spiegelt auch ihre spezifischen außenpolitischen Interessen wider.
Die Fraktionen von CDU/CSU und FDP sehen mehrheitlich die Wahrung einer starken deutschen Stellung in der weltweiten Konkurrenz von Wehrtechnik-Produzenten als wichtig an. Jedoch kritisierte der ehemalige Bundesaußenminister Hans-Dietrich Genscher (FDP) 2012 die deutsche Rüstungsexport-Politik des Kabinetts Merkel II: „Die deutsche Zurückhaltung in der Rüstungsexportpolitik hat sich auch rückblickend als richtig erwiesen, und man sollte daran festhalten“, sagte er dem Nachrichtenmagazin Der Spiegel.
SPD und Bündnis 90/Die Grünen sehen Rüstungsexporte mehrheitlich kritisch. „Rüstungsexporte zu begrenzen und zu kontrollieren ist ein unmittelbarer Beitrag zu Friedenssicherung und Konfliktprävention“, schrieb Edelgard Bulmahn, Mitglied des Auswärtigen Ausschusses für die SPD 2012 in der taz. Jedoch müsse man zwischen NATO-Staaten und anderen Ländern trennen und ein generelles Verbot von Rüstungsexporten trage der wichtigen Unterscheidung nicht Rechnung.
Die Linke lehnt deutsche Rüstungsexporte an alle Staaten – gleich in welchem Verteidigungsbündnis – ab.

## Bundeswehr

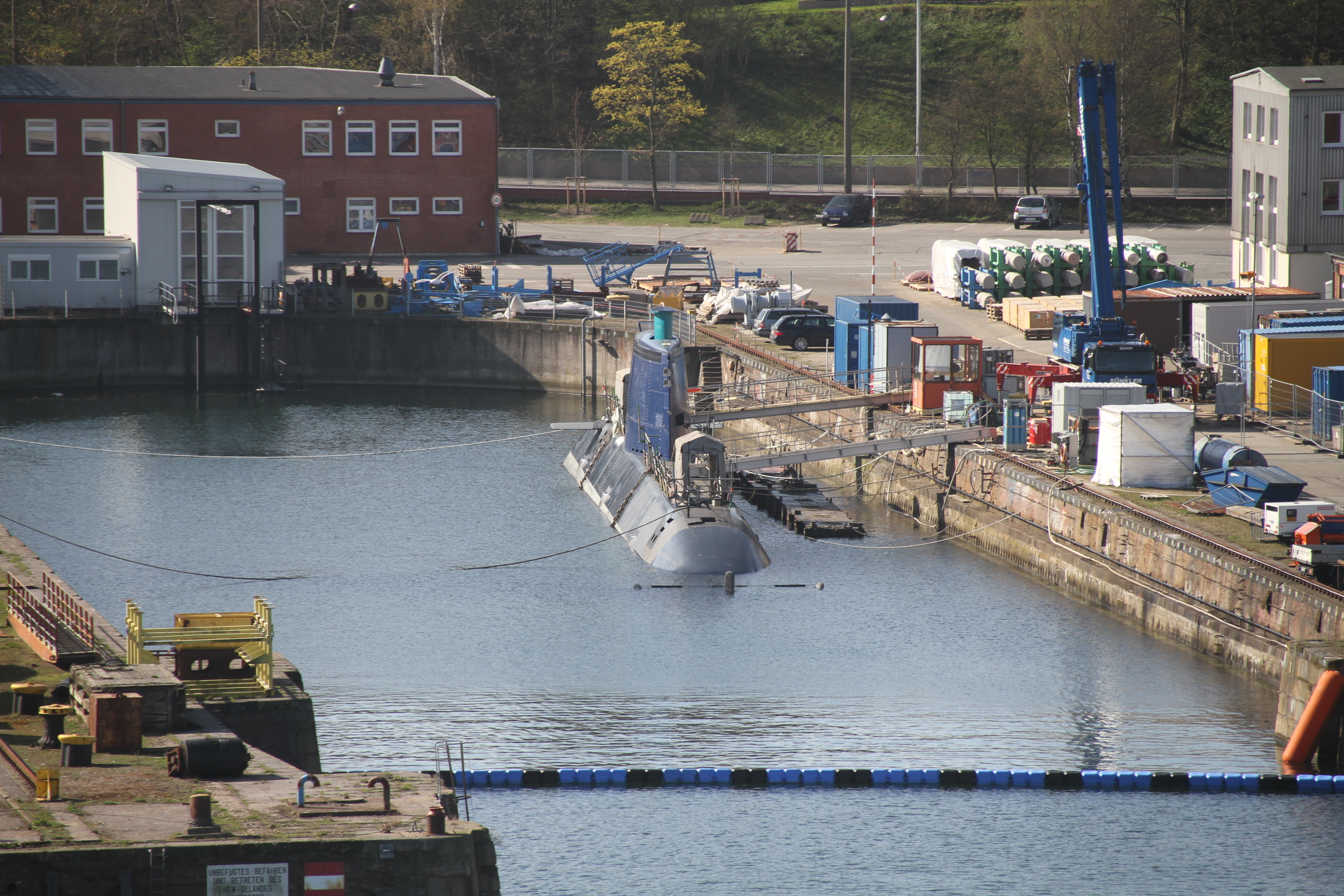
U-Boot am Werftpier der TKMS in Kiel. Die Boote werden von der Deutschen Marine getestet.

Die Bundeswehr arbeitet mit Rüstungsherstellern auf verschiedene Weise zusammen. Sie testet neue Waffensysteme und bildet befreundete Armeen an diesen aus. Nach einer Anfrage der Linken im Bundestag an das Kabinett Merkel II ist eine Ausbildungsunterstützung „nur im Rahmen freier Kapazitäten und gegen Vollkostenerstattung durch das Empfängerland“ möglich.
Die Deutsche Marine hilft bei der Ausbildung von U-Boot-Besatzungen. Gelistet waren 2013 Besatzungen aus Südafrika, Portugal und Griechenland. In diesen Fällen handelt es sich jeweils um eine U-Boot-Rettungsausbildung.
Auch Israel wird mit U-Boot-Ausbildung unterstützt. Hier geht es um „Taktikausbildung (U-Boot)“. Diese dauert in der Regel fünf Tage und wurde zwischen 2007 und 2012 durch drei Experten meist drei Mal pro Jahr durchgeführt.
Testfahrten für ThyssenKrupp Marine Systems der für Israel gebauten Boote in der Ostsee werden von der Deutschen Marine ausgeführt.

## Empfängerländer
Von den laut Rüstungsexportbericht (erster Bericht 1999) etwa 10.000 genehmigungspflichtigen Rüstungsexporten pro Jahr gelangen nur die politisch bedeutsamsten in die Öffentlichkeit.
Deutsche Waffen, Rüstungstechnik sowie Komponenten aus deutscher Fertigung sind global verbreitet. Im Jahr 2009 hat die Bundesregierung laut Rüstungsexportbericht den Export von Waffen und sonstigen Rüstungsgütern in 135 Länder der Welt genehmigt. 2008 waren es ebenfalls 135, 2007 waren es 138 und 2006 sogar 141.
Empfängerländer sind die Mitgliedstaaten der Europäischen Union, die Gruppe der NATO-Länder und die derzeit zwölf den NATO-Mitgliedern gleichgestellten Länder. Außerdem werden rund 100 weitere Länder weltweit beliefert, die keinem oder anderen Verteidigungsbündnissen angehören.

### Algerien
Algerien hat mutmaßlich (berichtet Jane’s Navy International) am 26. März 2012 einen Kaufvertrag über vier Einheiten von Mehrzweck-Fregatten MEKO-200 von ThyssenKrupp unterschrieben. Der Gesamtpreis soll laut diesem Artikel 2,176 Mrd. Euro betragen. Die Höhe des Preises legt die Vermutung nahe, dass hierbei sechs Super-Lynx-Bordhubschrauber mitberücksichtigt sind.
Diese algerische Unterklasse wird vermutlich eine höhere Verdrängung als die südafrikanischen Schiffe der Klasse besitzen, dies soll bei späteren Umrüstungen das Risiko von Instabilitäten reduzieren. Als Bewaffnung sollen Anti-Schiffsraketen RBS 15 Mk 3 von Saab Dynamics, infrarot gesteuerte, vertikal verschießbare Boden-Luft-Flugkörper von Denel Dynamics, eine Oto-Melara-Hauptkanone sowie zwei Rheinmetall 27-mm-Nahbereichskanonen installiert werden.

### Ägypten
Der Staat wurde lange hauptsächlich mit Rüstungsgütern aus dem Ostblock beliefert. Jedoch verkaufte Heckler & Koch 2003 mit Genehmigung deutscher Behörden Ägypten G36 für die dortigen Sicherheitskräfte. 2011 fanden Libysche Rebellen beim Sturm einer Gaddafi-Residenz eine große Stückzahl von G36 aus einer Lieferung an Ägypten.
2017 erteilte die Bundesregierung (Kabinett Merkel III) 37 Ausfuhrgenehmigungen für Rüstungsexporte im Gesamtwert von 428 Millionen Euro an das Militärregime unter Ägyptens Staatspräsident Abdel Fatah al-Sissi. Geliefert werden Raketen des Typs „Sidewinder“ der Firma Diehl sowie ein U-Boots von ThyssenKrupp Marine Systems (TKMS). Bis 2021 sollen drei weitere Boote folgen. Ägyptens Nachbarland Israel hatte im Vorfeld gegen das U-Boot-Geschäft erfolglos protestiert. Im Dezember 2018 genehmigte der Bundessicherheitsrat die Lieferung einer MEKO-200-Fregatte.

### Argentinien

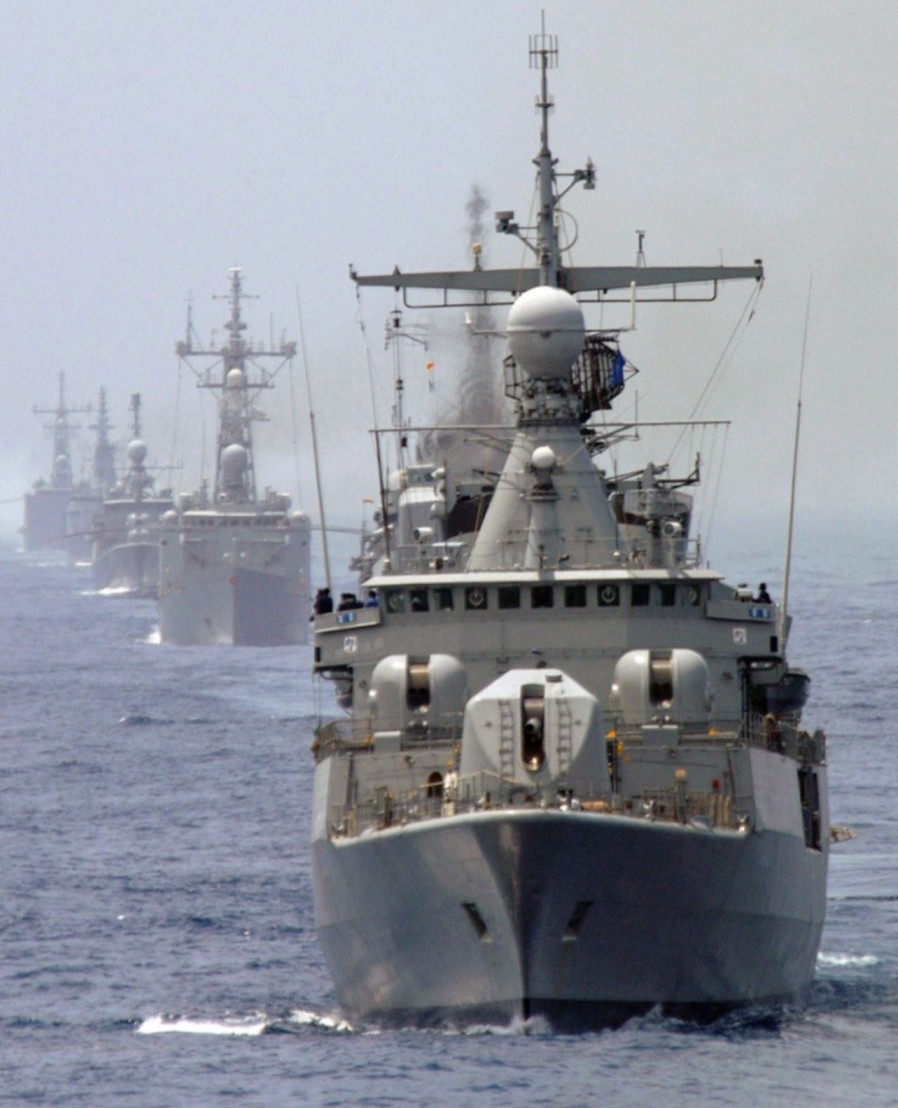
Die nach deutschen Plänen gebaute argentinische Korvette ARA Almirante Brown (D10)

Argentinien erhielt seit 1999 Unterstützung für den Bau eigener 207 Kampfpanzer TAM und 263 Schützenpanzer. Als Teil eines bereits in den 1980er Jahren geschlossenen Vertrages wurden für die Marine die Korvetten der MEKO 140 in Deutschland entworfen und in Argentinien gebaut. Auch direkt erhielt Argentinien 2000 und 2004 jeweils eine MEKO-140 Fregatte von Blohm & Voss. Ebenso wurden die U-Boote vom Typ 209 und zwei TR-1700-U-Boote (Stapellauf 1982 und 1983) an Argentinien ausgeliefert.
Im Jahr 2015 wurden Teile für ein Bodenüberwachungsradar, Kommunikationsausrüstung, Teile für U-Boote, Versorger und Eisbrecher sowie Herstellungsausrüstung für Munitionsteile im Wert von über 8 Millionen Euro geliefert.

### Brasilien
Im Oktober 2011 veranstalteten die brasilianischen Streitkräfte ein Flugabwehrvergleichschießen auf dem Truppenübungsplatz Formosa (Brasilien), um ein mobiles Flugabwehrsystem für ihre Verbände zu ermitteln. Krauss-Maffei Wegmann kaufte zu diesem Zweck einen Gepard 1A2 (ehem. Y-259 820) von der Bundeswehr. Soldaten des Ausbildungszentrums Heeresflugabwehrtruppe unterstützten dabei den Hersteller bei der Präsentation des Waffensystems in Brasilien. Im April 2013 wurde bekannt, dass Brasilien 34 gebrauchte FlakPz 1A2 aus Beständen der Bundeswehr zum Gesamtpreis von etwa 30 Millionen Euro erworben hat.
Unter Führung der Kieler ThyssenKrupp Marine Systems wurde 2019 das Konsortium Águas Azuis von der brasilianischen Marine mit dem Bau von vier Schiffen der Korvetten-Klasse Tamandaré (CCT) beauftragt. Gebaut werden die Schiffe im brasilianischen Itajaí, im Bundesstaat Santa Catarina; das Technische Know-how kommt von der Kieler Thyssen-Krupp Werft. Die Korvetten sollen zwischen 2025 und 2028 an die Marinha do Brasil übergeben werden. Der Auftrag hat einen Umfang von insgesamt 1,8 Milliarden Euro.

### Chile
Chile bestellte 2007 zwei Küstenstreifenboote bei der deutschen Firma Fassmer. Diese wurde im Laufe des Jahres 2007 ausgeliefert. Im Zuge der Ausmusterung deutscher Landwaffen durch die Bundeswehr wurden an Lateinamerikanische Staaten vor allem Panzerwaffen verkauft. Seitdem hat Chile noch 138 Schützenpanzer Marder-1A3 sowie 30 Flakpanzer Gepard bei der Bundeswehr bestellt.(Die ab 2008 nach Chile gegangenen insgesamt 140 Kampfpanzer vom Typ Leopard-2A4 kamen allerdings aus Beständen der Niederländischen Armee.)

### Ecuador
Die leichten Sturmgewehre HK33 waren auf bisher ungeklärte Weise schon lange bei der Ecuadorianischen Armee vorhanden. Die ecuadorianische Infanterie kämpfte im Cenepa-Krieg 1981 gegen Peru mit diesen Waffen. Das Schnellfeuergewehr HK33 von Heckler&Koch ist das Standardgewehr bei den Spezialeinheiten und der Marineinfanterie.

### Georgien
Georgische Spezialkräfte kämpften in der Konfliktregion Südossetien mit HKG36-Sturmgewehren. Heckler & Koch bestritt die Lieferungen in das Krisengebiet und auch die damalige Bundesregierung dementierte. Wie die Waffen dorthin gelangten, ist bis heute ungeklärt.

### Griechenland
Griechenland gehört zu den Hauptabnehmern deutscher Waffen. Seit Jahrzehnten schwelt ein Konflikt zwischen der Türkei und Griechenland (Zypern-Frage u. a.), was Deutschland jedoch nicht daran hinderte, beide Staaten mit umfangreichem Waffensystemen, vor allem Schiffen und U-Booten („Marine Komponente“), auszustatten. Schon als die Finanzkrise in Griechenland deutlich wurde, stimmte die Bundesregierung (Merkel I und Merkel II) umfangreichen Lieferungen von Militärgütern zu:
Im März 2010 sollen die deutsche und die französische Regierung von Griechenland „als Voraussetzung für Konzessionen bei der Ausgestaltung des Rettungspakets“ gefordert haben, Fregatten und U-Boote im Wert von 4,5 Milliarden Euro zu kaufen: zwei weitere U-Boote der Poseidon-Klasse (Typ 214) in Lizenz der Kieler HDW für 1 Milliarde Euro sowie sechs französische FREMM-Fregatten im Wert von 3,5 Milliarden Euro. (Merkel und Sarkozy bestätigten diese Meldung nicht.)
Das griechische Heer verwendet die MK 20 Rh 202 (MaschinenKanone Rheinmetall 20 mm). Entwickelt wurde diese in den späten 1960er-Jahren vom deutschen Rüstungsunternehmen Rheinmetall GmbH, wurden bis 1976 gebaut und exportiert. Neben dem Leopard 2 setzt das Heer auch die Panzerhaubitze 2000 ein.
Die Marine verwendet vor allem, wie auch die Türkei, deutsche U-Boote der U-Boot-Klasse 209 (vier der Poseidon-Klasse und vier der Glaukos-Klasse) und will demnächst auch ein U-Boot der U-Boot-Klasse 214 in Dienst stellen.

### Indien
Indien rüstet seine Armee seit geraumer Zeit auf. Dazu bezieht das Land, ebenso wie das rivalisierende Pakistan, deutsche Waffensysteme. Seit 2006 werben Vertreter der Bundesregierung in Indien öffentlich für den Kauf deutscher Rüstungsgüter. Aufgrund der Auseinandersetzungen mit Pakistan um die Region Kaschmir war Indien strengen Exportkontrollen unterworfen. Diese wurden 2015 von der Bundesregierung gelockert, obwohl die Einzelfallprüfungen unter den Rüstungsexportrichtlinien erhalten bleiben. Hierzu bezog Indien laut Rüstungsbericht 2010 Waffensysteme im Wert von über 96 Millionen Euro. Dabei hat das Deutsche Wirtschaftsministerium Kontakte zwischen EADS-Cassidian- und Rheinmetall-Defence-Vertretern nach Indien unterstützt.
Die Indische Marine wurde von deutschen Herstellern 2010 mit Unterwasserortungsgeräten, Schiffskörperdurchführungen und Teilen für U-Boote, Zerstörer, Landungsschiffe und Radarsysteme versorgt. Des Weiteren lieferten deutsche Werften Patrouillenboote und andere Schiffe sowie Unterwasserortungsgeräte. Ferner wurde elektronische Ausrüstung, wie Magnetische Eigenschutzanlagen, Kommunikations-, Navigations- und Lenkausrüstung, sowie Prüfausrüstung verkauft.
Die indische Luftwaffe wurde mit Triebwerksteilen und Flugzeugteilen versorgt.
Indiens Heer erhielt Munitionsteile sowie Teile für Panzer und Handfeuerwaffen.
Seit 2006 sieht man bei EADS keinerlei politische Einschränkungen mehr für den Verkauf des Eurofighters, Hubschrauber bis hin zu unbemannten Drohnen. Der Konzern investiert rund zwei Milliarden Euro bis 2020 in ein Technologiezentrum und in die Auftragsvergabe an indische Zulieferer.

### Indonesien
Die Bundesregierung genehmigte 2013 den Export von 104 Kampfpanzer vom Typ Leopard 2, vier Berge- und jeweils drei Brückenlege- sowie Pionierpanzern nach Indonesien. Dies wurde erst nach einer kleinen Anfrage der Abgeordneten Katja Keul bekannt. Rheinmetall erhielt vom Bundessicherheitsrat eine Ausfuhrgenehmigung für diese Lieferung und für die Lieferung weiterer 50 Schützenpanzer vom Typ Marder 1A2. Dazu sollten ältere Modelle des Marders modernisiert werden. Die Niederlande hatten zuvor die Anfrage Indonesiens abgelehnt. Das niederländische Parlament hatte Bedenken wegen der Menschenrechtslage in Indonesien geltend gemacht. Daraufhin wandte sich Indonesien an die Bundesrepublik.
Kritiker befürchten, dass die Panzer in Indonesien im Konflikt mit ethnischen Minderheiten eingesetzt werden könnten.

### Irak
Aus Beständen der Bundeswehr schickte die Bundesregierung 2014 rund 4000 Gefechtshelme, 700 Kleinfunkgeräte, 680 Fernrohre und etwa 4000 Schutzwesten, sowie 30 Minensonden, 20 Metallsuchgeräte und 40 Werkzeug- und Geräteausstattungen zur Munitionsbeseitigung an die Kurdischen Peschmerga im Irak. Zunächst wurde nur diese passive Ausrüstung geliefert. Sie soll zur Bekämpfung der IS-Terroristen dienen. Später beschloss sie, ein Waffenpaket zu unterstützen. Dazu gehören insgesamt 16.000 Sturmgewehre (G36), 40 Maschinengewehre, 8000 Pistolen, 30 Milan-Panzerabwehrwaffen, 200 Panzerfäuste, 100 Signalpistolen, 10.000 Handgranaten und insgesamt 106 Militärfahrzeuge. Damit sollte ein militärischer Großverband mit 4000 Soldaten der Peschmerga-Milizen komplett ausgerüstet werden (Schutzausrüstung, Kommunikationsmitteln, Waffen und Transportmittel). Die Zahl der kurdischen Kämpfer gegen den IS wurde im Verteidigungsministerium auf 15 bis 18 Brigaden mit je tausend Mann geschätzt. Mit dieser Lieferung leistete die Bundesregierung nach Einschätzung der Stuttgarter Zeitung einen substanziellen Beitrag zur Ausrüstung von gut einem Viertel der im Nordirak gegen den IS kämpfenden Truppen.

### Iran

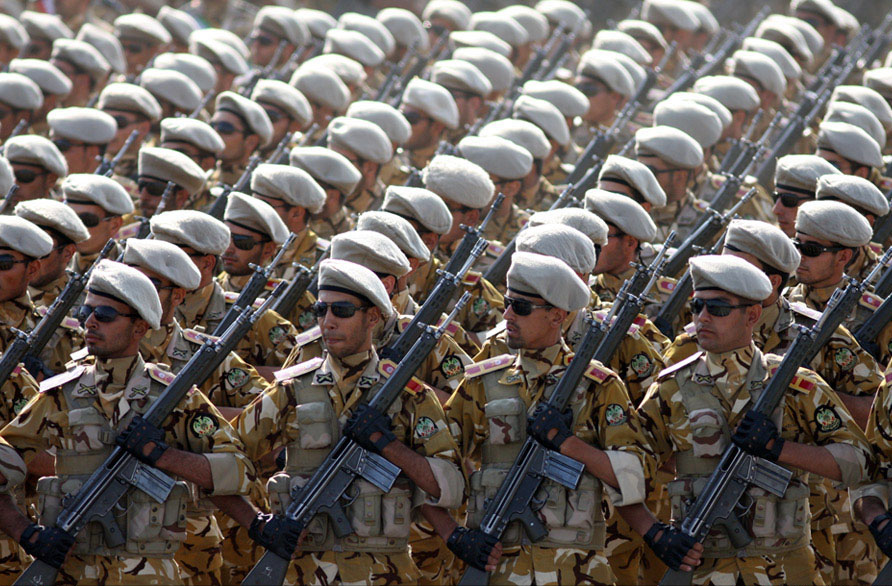
Iranisches Heer mit dem „iranischen G3“ (2011)

Der Iran erhielt 1967 von H&K die Lizenz zum Bau des G3. Bis heute ist es Standardwaffe der Armee und wird nach wie vor im Iran produziert. Beobachter gehen davon aus, dass Iranische G3 unter anderem im Sudan eingesetzt werden. Dort terrorisieren die Dschandschawid-Milizen u. a. mit dem G3 die Zivilbevölkerung. Kämpfer des militärischen Flügels der mit dem Iran verbündeten Hamas zeigten immer wieder öffentlich H&K-Waffen.
Laut Zollkriminalamt wurden 2012 viele Waffen illegal aus Deutschland in den Iran exportiert. Der Präsident des Zollkriminalamtes, Norbert Drude war besorgt „über die aggressiven Beschaffungsbemühungen des Iran“. Drei Viertel aller Fälle wegen illegaler Waffenexporte beträfen das Regime in Teheran. Vor allem an Schlüsseltechnik für die Produktion atomarer, biologischer, chemischer Waffen und Raketen als Trägersysteme ist das Land interessiert. Zudem werden „Dual-Use-Güter“, die sowohl für zivile als auch für militärische Zwecke einsetzbar sind, geliefert.

### Israel

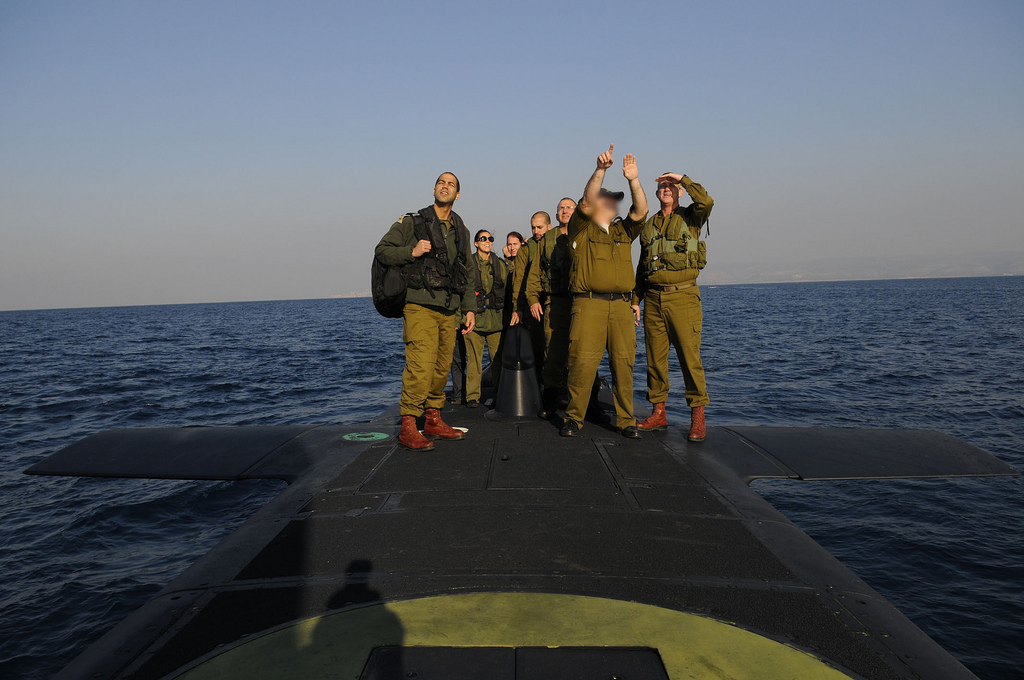
Der damalige Israelische Oberbefehlshaber Benny Gantz auf einem Israelischen Dolphin-Klasse-U-Boot 2011, das an der Seeblockade des Gaza-Streifens beteiligt war. Die Boote tragen Marschflugkörper (vermutlich AGM-142), welche mit nuklearen Sprengköpfen ausgestattet werden können.

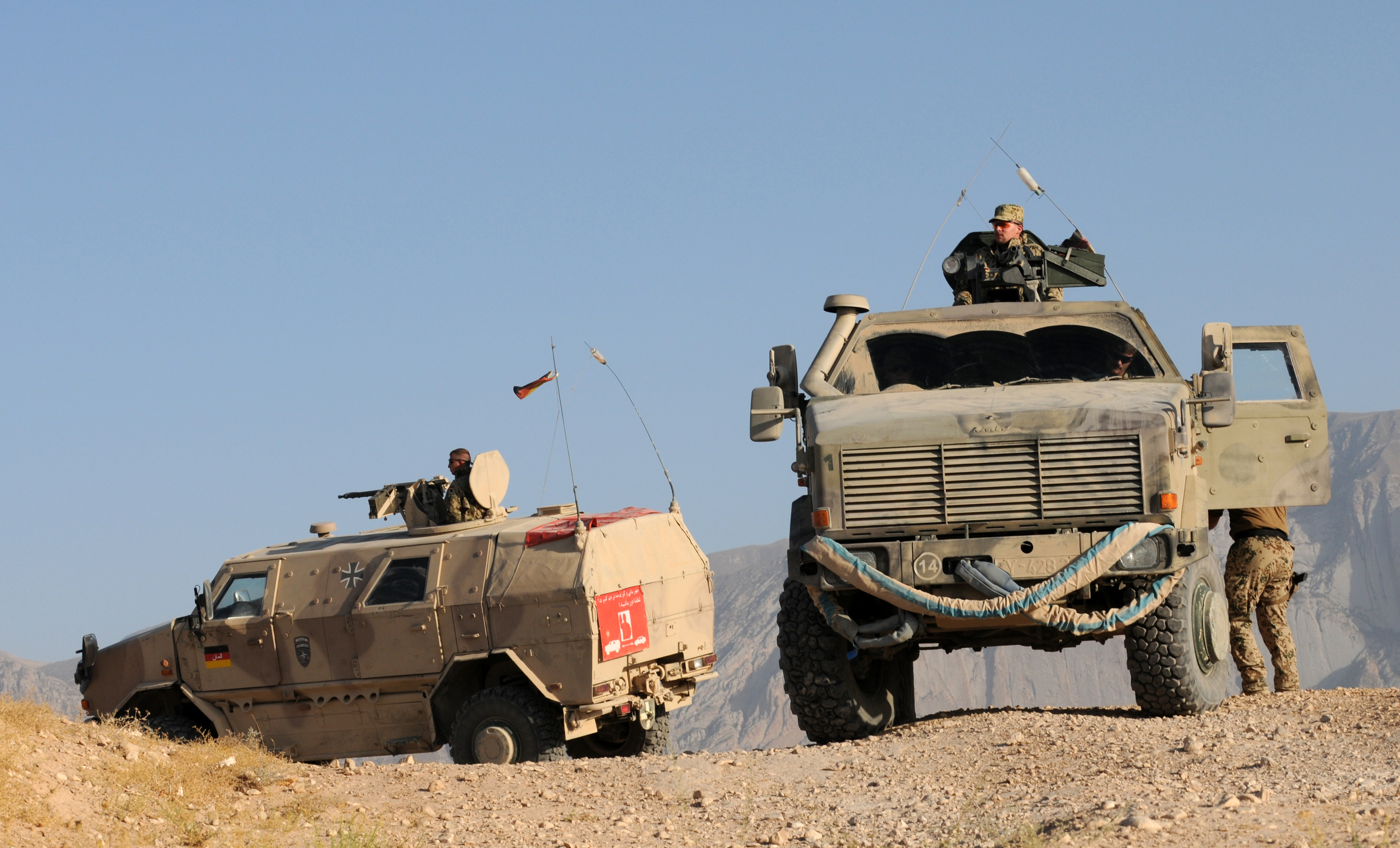
Die IDF ist am Dingo interessiert, hier Bundeswehr-Dingos in Afghanistan.

Israel importiert seit Jahrzehnten deutsche Waffensysteme, Ersatzteile und Elektronik. Es bestehen teilweise Entwicklungskooperationen bei den Drohnen der Bundeswehr zwischen israelischen und deutschen Firmen.
Bereits Mitte der 1950er Jahre begannen deutsche Firmen Rüstungsgüter an den noch jungen Staat Israel zu liefern. Die deutsche Yacht- und Bootswerft Burmester baute zwei Patrouillenboote und überführte sie nach Israel. Die Arbeit an den Booten hatte wohl schon begonnen, als die Herstellung von Rüstungsgütern in der gerade gegründeten Bundesrepublik Deutschland noch untersagt war.
Deutschland und Israel bauten beide in den 1950er-Jahren schlagkräftige Armeen und eigene rüstungswirtschaftliche Kapazitäten auf. Deutschland sah sich vor dem Hintergrund des Holocaust auch verpflichtet, Israel zu unterstützen. Öffentlich werden durfte eine Kooperation beider Ländern nicht, da es innenpolitisch in beiden Staaten kaum zu vermitteln gewesen wäre und für die Bundesrepublik außenpolitisch zu großen Problemen hätte führen können.
1958 vereinbarten die Minister Shimon Peres und Franz Josef Strauß (damals Verteidigungsminister im Kabinett Adenauer II) eine weitergehende Kooperation: Deutschland lieferte Überschusswaffen aus amerikanischen Rüstungsgütern, die zuvor als Aufbauhilfen für die Bundeswehr übergeben worden waren. 1962 unterzeichnete Adenauer eine geheime Vereinbarung, der zufolge bis 1964 unter anderem Sikorsky-Hubschrauber, Nord-Noratlas-Transportflugzeuge, Fouga-Magister-Trainingsflugzeuge, umgebaute M48-Panzer und anderes teils direkt oder über Drittländer an Israel geliefert wurde.
Die Bundeswehr importierte ihrerseits ab 1959 die israelische Maschinenpistolen des Typs Uzi unter der Bezeichnung MP2 und führte sie als Standardwaffe ein. Israel lieferte darüber hinaus Mörser und Munition Soltam für die Bundeswehr.
Als die deutschen Lieferungen an Israel bekannt wurden, brach ein Teil der arabischen Staaten 1965 die diplomatischen Beziehungen mit Deutschland ab. Sie drohten mit der Anerkennung der DDR. Die Bundesregierung beschloss daraufhin, dass Kriegswaffen künftig an keinen der potentiellen Kriegsgegner im Nahen Osten mehr geliefert werden sollen. Für „sonstige Rüstungsgüter“ sollte der Gleichbehandlungsgrundsatz gelten. Israel erhielt 140 Millionen DM als Schadensersatz für die nicht gelieferten Waffen und die Zusage, dass Bonn den Bau von sechs bereits konzipierten Lürssen-Schnellbooten in Frankreich bezahlen und technisch unterstützen werde. Zudem wurde eine Aufnahme diplomatischer Beziehungen vereinbart.
Deutschland lieferte in den Jahren 1962 und 1963 dennoch 1600 Cobra-Systeme, die von der bayerischen Firma Bölkow hergestellt wurden. Diese wurden nach der neuen Selbstverpflichtung über Umwege nach Israel geführt. Auf verschiedenen Wegen gelangten drei U-Boote des Typs Gal, Schnellboote und „sonstiger Rüstungsgüter“ (z. B. Funk-, Navigations-, Peil- und Radartechnik oder z. B. Kreiselkompasse der Freiburger Firma LITEF) und deutscher Komponenten für Kriegswaffen nach Israel.
Von 1977 bis 1991 bezahlte die Bundesrepublik Deutschland für Munitionslieferungen aus Israel rund 1,3 Milliarden DM für die Lieferung von u. a. 155-mm-Artillerie-Streumunition des Typs DM632 (inzwischen völkerrechtlich verboten) oder Mörsergranaten (in der Bundesrepublik mit deutschen Zündern von Junghans Microtec versehen).
Dem Mossad gelang es im August 1966, einen irakischen MiG-21-Piloten zur Flucht mit seinem Flugzeug nach Israel zu bewegen. Der BND erhielt die Auswertungsergebnisse der Testflüge in Israel und konnte das Flugzeug in Israel begutachten. So wurde die Deutsche Rüstungsindustrie über den technologischen Stand der Sowjets informiert.
Bis in die 1990er Jahre wurde die Abwicklung bedeutender Kooperationen meist über den BND und den Mossad koordiniert und abgewickelt. Dies war auch bei einer Kooperation 1972 der Fall, als die Bundeswehr Störsendertechnik für Jagdbomber in Israel entwickeln ließ. Dieses Vorhaben trug den Codenamen „Cerberus“, später TSPJ. Der Bundestag wurde über mehrere Jahre gar nicht informiert und der Haushaltsposten sollte in dem riesigen Haushalt für den Tornado versteckt werden.
2000er Jahre
Im Oktober 2004 wurden die ersten deutschen U-Boote geliefert. Ein Jahr später folgen zwei Dolphin-U-Boote und im April 2010 drei MeKo-Korvetten. Abschussgeräte für Panzerfäuste und bunkerbrechende Munition wurden im Dezember 2012 geliefert.
Bereits seit Mitte der 2000er Jahre war das Israelische Heer am ATF Dingo, als Ersatz für die bisherigen israelischen Truppentransporter interessiert. Die bisherigen Transporter wurden auch genutzt, um geschützt Soldaten in die Palästinensischen Gebiete zu verlegen. Der Bundessicherheitsrat beschloss 2006, ein Testexemplar des „Dingo 2“ nach Israel zu liefern. Als gepanzertes Fahrzeug mit Platz für acht Soldaten und gegen Minen, Handfeuerwaffen und Schrapnells gesichert und mit einem MG3 bewaffnet, entspricht es den Anforderungen der IDF. Der verteidigungspolitische Sprecher der Links Fraktion Paul Schäfer sagte 2006: „Diese Fahrzeuge sind ideal für schnelle militärische Einsätze und Strafmaßnahmen gegen die palästinensische Bevölkerung.“ Dagegen werde der Dingo für die Verteidigung Israels auf gar keinen Fall gebraucht, so Schäfer. Als schließlich 2016 Dingos aus amerikanischer Lizenzproduktion von Textron Systems Marine & Land Operations als Lizenznehmer von Krauss-Maffei Wegmann nach Israel geliefert werden sollten, verbot der Deutsche Bundestag im Februar 2016 dieses Geschäft.
Der Bundessicherheitsrat genehmigte 2015 den Export eines weiteren U-Boots. Die israelische Marine modifiziert die deutschen U-Boote nach der Lieferung so, dass sie mit nuklearen Marschflugkörpern bewaffnet werden können.
2020er Jahre Nach dem Terrorangriff der Hamas auf Israel im Oktober 2023 und dem anschließenden Krieg hatte Deutschland 2023 viele Rüstungsgüter an Israel geliefert. 2023 genehmigte die Bundesregierung Rüstungsexporte an Israel im Wert von 326,5 Millionen Euro, darunter Kriegswaffen für 20,1 Millionen Euro, unter anderem 3.000 tragbare Panzerabwehrwaffen sowie 500.000 Schuss Munition für Maschinengewehre, Maschinenpistolen und andere voll- oder halbautomatische Schusswaffen. Ein Großteil der exportierten Güter wurde nach dem 7. Oktober 2023 gestattet; das zuständige Wirtschaftsministerium erklärte im November 2023, dass als Konsequenz der Angriffe „Anträge auf Ausfuhr von Rüstungsgütern nach Israel prioritär bearbeitet und beschieden“ würden. Ab 2024 genehmigte die Bundesregierung nur in geringem Umfang Exporte; bis zum 15. Februar wurden Lieferungen für rund neun Millionen Euro gestattet, davon Kriegswaffen für etwa 32.000 Euro. Mit dem Verlauf des Krieges in Gaza wurde die israelische Kriegsführung international kritisiert. Der EU-Außenbeauftragte Josep Borrell forderte 2024 die Waffenlieferanten Israels dazu auf, ihre Waffenlieferungen zu reduzieren. Vom 7. Oktober 2023 bis zum 13. Mai 2025 wurde die Lieferung von deutschen Waffen und militärischer Ausrüstung im Wert von 485,1 Millionen Euro an Israel erlaubt.

### Jordanien
Der Bundessicherheitsrat billigte 2015 den Verkauf von rund 1000 Gewehren, knapp 50 Maschinenpistolen sowie 100.000 Patronen Munition für Maschinenpistolen an das Land. Anders als bei Großgeräten nennt das Wirtschaftsministerium in solchen Fällen jedoch wie üblich weder die beauftragten Firmen noch die konkreten Waffen beim Namen. Vermutlich kommen die Waffen von Heckler & Koch.

### Katar

Genehmigungen für deutsche Rüstungsexporte nach Katar

Bis 2012 umfassten die Rüstungsexportgenehmigungen nach Katar höchstens zweistellige Millionenbeträge. 2013 machte die Bundesrepublik mit dem flächenmäßig kleinen, aber finanziell gut ausgestatteten Emirat dann einen der „größten Waffendeals der jüngeren deutschen Geschichte“ (Die Zeit). Der Auftrag hatte einen Umfang von 1,9 Milliarden Euro. Krauss-Maffei Wegmann (KMW) wollte 24 mal die Panzerhaubitze 2000, 65 Kampfpanzer Leopard 2 im Systemverbund mit 5 Bergepanzern, 7 Spähwagen Fennek, dazu Übungs-, Gefechtsfeld- und Rauchmunition Kaliber 155 mm liefern. Daneben wurde der Export von Zugmaschinen, LKW, Kranwagen, Aufliegern, Anhängern, Masten und weiteren Teilen für Panzer genehmigt. Für die Ausbildung der katarischen Luftwaffe kam ein deutscher Flugsimulator und für die Armee ein Panzersimulator aus Deutschland, des Weiteren Feuerleiteinrichtungen, Zielentfernungsmesssysteme und Radargeräte, Kommunikationsausrüstung und Navigationsausrüstung. Angesichts der Menschenrechtslage in Katar kritisierten die Oppositionsparteien Linke und Grüne die Exportgenehmigungen. 2014 wurde Katar auch vorgeworfen, den Islamischen Staat (IS) zu unterstützen, Bundeskanzlerin Merkel bezeichnete Katar dagegen als Verbündeten im Kampf gegen den IS.
Im Rüstungsexportbericht 2013 wurden noch Genehmigungen im Wert von nur 673 Millionen Euro aufgeführt – Katar war damit der zweitwichtigste Abnehmer –, darunter keine für Kriegswaffen, 2015 umfassten die Genehmigungen dann allerdings 1,7 Milliarden Euro, davon 1,5 Milliarden für Kriegswaffen. Der Wert der tatsächlichen Kriegswaffenausfuhren lag, unter anderem durch den Export von zehn Panzern Leopard 2 und von fünf Panzerhaubitzen 2000, bei 291 Millionen Euro. Diese Panzerlieferung, erster Teil des bereits 2013 geschlossenen Geschäfts, wurde trotz Bedenken wegen Katars Beteiligung am Krieg im Jemen genehmigt. Ein Stopp der Verschiffung von vier Leopard-2-Panzern und drei Panzerhaubitzen wurde abgelehnt, da das zuständige Ministerium Schadensersatzforderungen des Herstellers befürchtete. Wirtschaftsminister Sigmar Gabriel (SPD) verwies darauf, dass die Genehmigung unter der schwarz-gelben Vorgängerregierung erteilt worden und nicht rückgängig zu machen sei. Die Abwicklung des Geschäfts wurde von 2016 bis 2019 fortgesetzt, indem weitere 49 Leopard-2-Panzer, 19 Panzerhaubitzen 2000 und 27 Spähwagen Fennek geliefert wurden.:14:13:13:17

### Kolumbien
Ausfuhren deutscher Rüstungsgüter nach Kolumbien waren wegen des dort herrschenden Bürgerkriegs und der engen Verstrickung von Politikern und Sicherheitsbehörden in den Drogenhandel tabu. 2013 wurden Kolumbien jedoch Feuerleiteinrichtungen und Zielentfernungsmesssysteme geliefert, des Weiteren Teile zur Modernisierung zweier U-Boote, Unterwasser-Orungsgeräte sowie Torpedos.
Einen illegalen Export deutscher Waffen gab es nach Informationen von NDR, WDR und Süddeutsche Zeitung bei der Lieferungen von tausenden Pistolen des Typs SIG SP 2022 in den Jahren 2009 bis 2011 über die Vereinigten Staaten nach Kolumbien. Für die Ausfuhr lage keine Genehmigung der BAFA vor. Da das US-Außenministerium versicherte, dass die Waffen in den USA verbleiben (Endverbleibserklärung), wurde die Ausfuhr in die USA genehmigt. Eine Genehmigung des Reexports hatten die USA nicht. Dennoch soll die Lieferung von 100.000 Pistolen des Typs SIG SP 2022 nach Kolumbien durch die US Army nicht nur von SIG Sauer Inc. in den USA produzierten Pistolen beinhaltet haben, sondern auch Pistolen aus deutscher Fertigung. Nach Angaben des Spiegels bestätigte das Kolumbianische Außenministerium den Erhalt von ca. 65.000 Pistolen des Typs Typ SP 2022 ab dem Jahr 2006 im Wert von 28,6 Millionen Dollar durch das US-Verteidigungsministerium.
Zudem berichtete Der Spiegel, dass 500 Scharfschützengewehre des Typs SIG Sauer SSG 3000 in die USA und möglicherweise von dort weiter nach Kolumbien geliefert wurden. Der NDR und die SZ geht davon aus, dass mindestens 20 dieser Gewehre nach Kolumbien gelangt sind.

### Kuwait
Kuwait ist seit langem Empfänger deutscher Waffen. Das Land erhält ab 2015 eine Granatmaschinenwaffe vom Kaliber 40 Millimeter. Dazu kommen Ersatzteile für die Bewaffnung eines Radpanzers vom Typ Boxer, dessen Erprobung durch das Land bereits genehmigt ist.

### Litauen
Im Zuge der Annexion der Krim durch Russland und des russischen Kriegs in der Ukraine ab 2014 zeigten die baltischen Staaten größeres Interesse an deutschen Waffen. Um seine veraltete Panzerflotte möglichst schnell zu modernisieren, fragte Litauen 2015 bei der Bundesregierung nach Radpanzern vom Typ Boxer. Die Bundesregierung lehnte eine Bitte des NATO-Partners um Lieferung von Radpanzern jedoch ab. Hintergrund war der Eigenbedarf der Bundeswehr für Einsätze und Ausbildung. Litauen will mittelfristig die veralteten M113-Panzer möglichst schnell ersetzen. Deshalb hatte die litauische Regierung dem deutschen Verteidigungsministerium ein sogenanntes Government-to-Government-Geschäft über eine zweistellige Zahl von „Boxern“ vorgeschlagen. Vertragspartner wäre dabei die Bundesregierung gewesen, nicht die Herstellerfirma Kraus-Maffei Wegmann. Damit wäre ein Rüstungsexportverfahren vermieden worden. Die Bundeswehr hat mit Stand 2015 272 Fahrzeuge bestellt, weitere 131 sollen noch hinzukommen.

### Mexiko

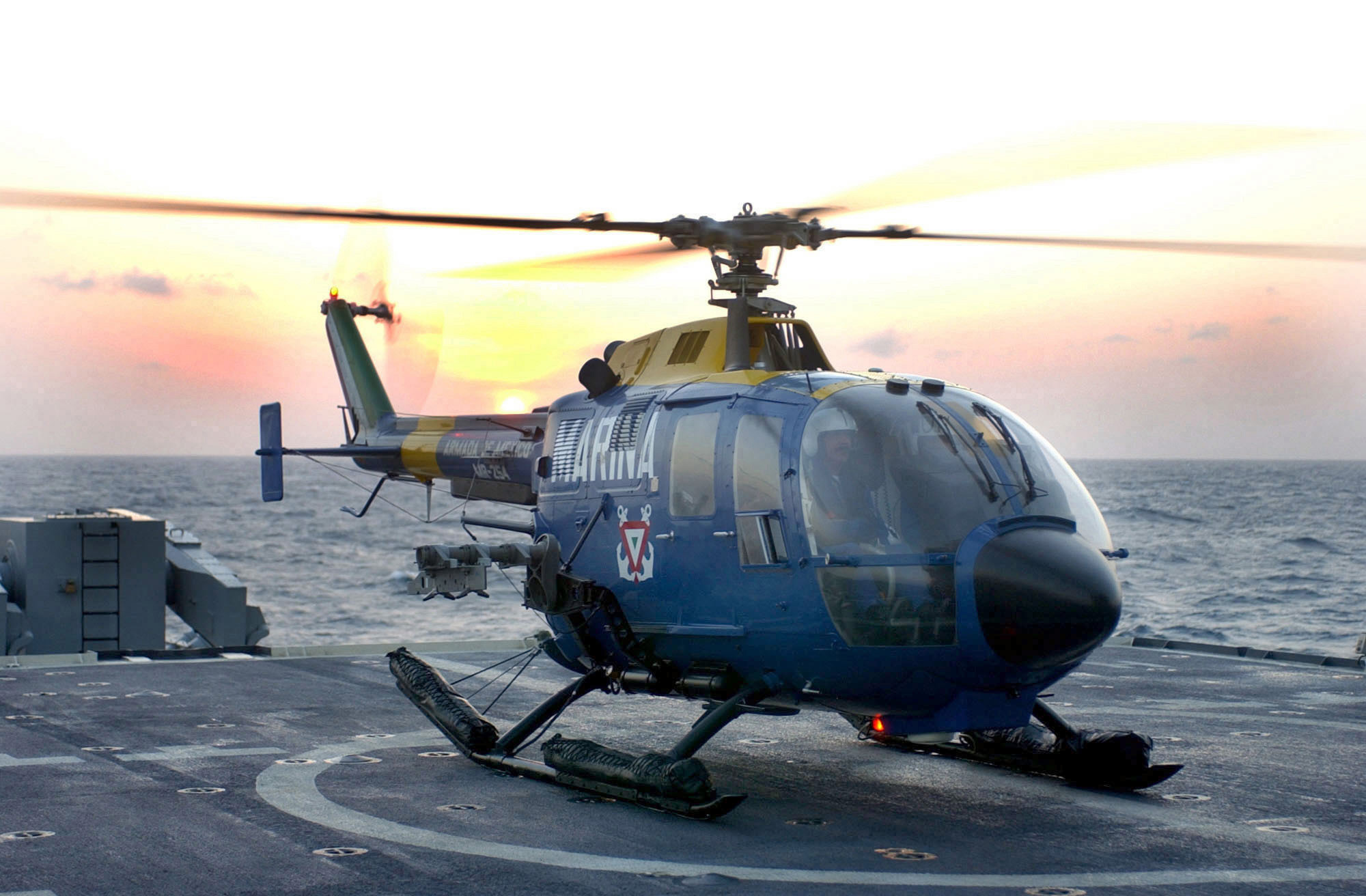
Mexikanische BO-105, daneben auch nach Albanien, Brunei, Kolumbien, Israel, Irak, Lesotho, Sierra Leone, Trinidad und Tobago und über 10 weitere Länder geliefert.

2005 wollte Heckler & Koch Maschinen für eine Lizenzversion des G36 im Wert von 27 Mio. US-Dollar an Mexiko verkaufen. 2006 stellte Mexiko jedoch stattdessen das neue Gewehr FX 5 vor, das auf dem Design des G36 basiert und die in Mexiko hergestellte Lizenzversion des H&K G3 bis 2012 ersetzen sollte. Daraufhin drohten H&K und die Bundesregierung mit einer Klage wegen Produktpiraterie, verlangten die Zerstörung des FX 5 und Schadensersatz. Nach einem Gespräch mit Mexikos Verteidigungsministerium im Jahre 2007 zog H&K die Klagedrohung zurück. Ein Zusammenhang dieses Schritts mit dem Ankauf des G36 durch Mexikos Polizei wurde vermutet.
Die Exporte an Mexiko waren des Öfteren in der Kritik; z. B. stimmte das Bundeswirtschaftsministerium dem 2006 gestellten Antrag auf Lieferung von G-36-Gewehren nur unter der Maßgabe zu, dass die Gewehre nicht in die mexikanischen Bundesstaaten Chiapas, Chihuahua, Guerrero und Jalisco geliefert werden dürften. Da es jedoch keine Kontrollen gab, werden derzeit (Stand Dezember 2014) etwa die Hälfte der ca. 9000 gelieferten Waffen in diesen Provinzen eingesetzt.
Neben Gewehren, Maschinenpistolen und Herstellungsausrüstung für Handfeuerwaffen, kaufte das Land seit 1999 40 Truppentransporter HWK-11 und zwölf Kampfhubschrauber Bölkow Bo 105 aus Deutschland.
Nach einer Demonstration 2014 übergab die Mexikanische Polizei 43 festgenommene Studenten einer der Mafia nahestehenden Bürgerwehr. Die Studenten wurden hingerichtet und ihre Leichen verbrannt. Bei den festgenommenen Mitgliedern der Bürgerwehr wurden HK G36 Sturmgewehre gefunden. Möglicherweise wurden die Opfer mit deutschen Waffen exekutiert. Die Bundesregierung schickte den Menschenrechtsbeauftragten Christoph Strässer (SPD), um sich bei den Angehörigen zu entschuldigen.
Im Mai 2015 wurde bekannt, dass Heckler & Koch insgesamt 4767 Sturmgewehre G 36 ohne Genehmigung in Bundesstaaten im Süden Mexikos geliefert haben soll. Das geht nach Informationen verschiedener Medien aus dem Abschlussbericht des Kölner Zollkriminalamtes (ZKA) vom August 2014 hervor.

### Norwegen

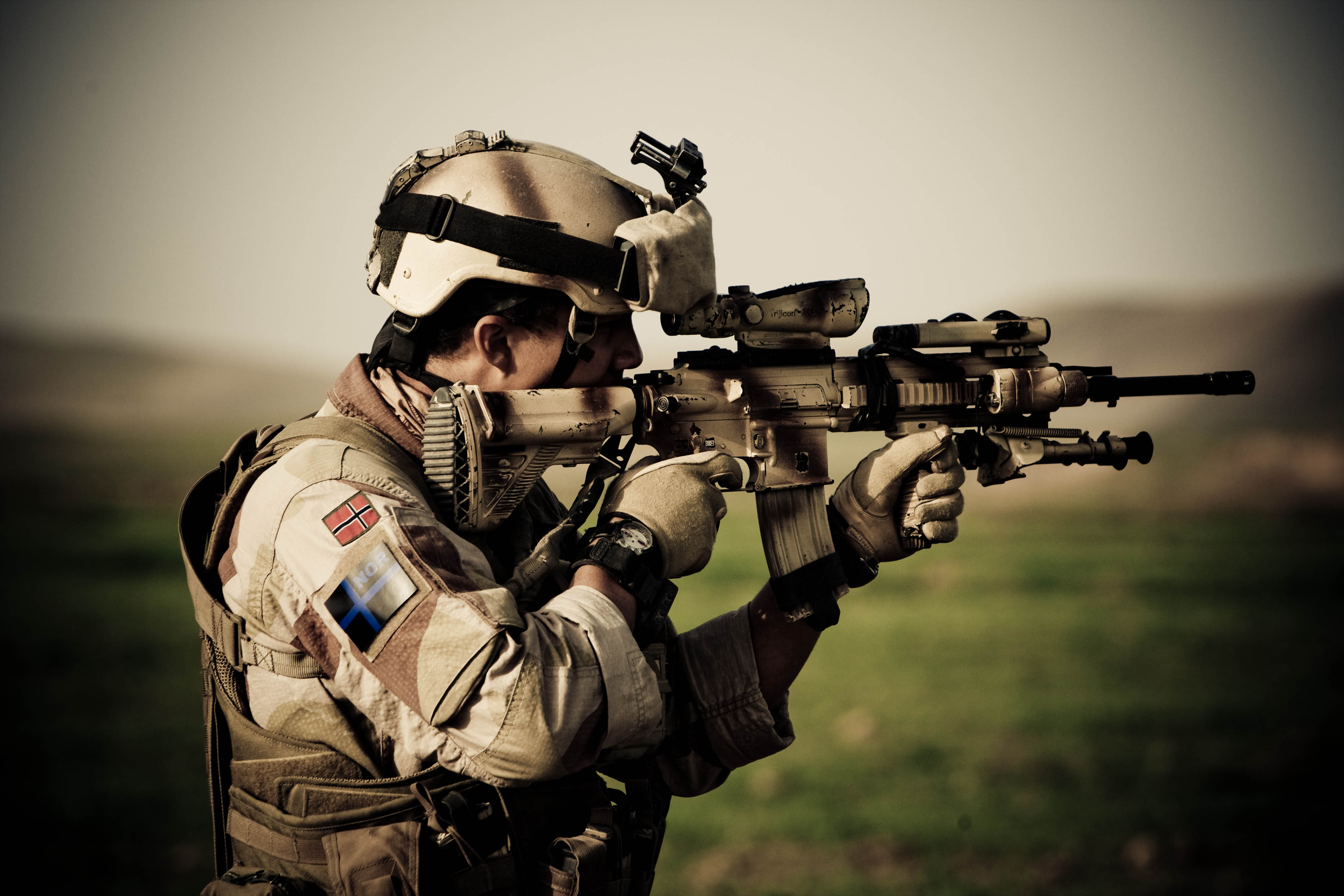
Norwegischer Infanterist mit HK416 in Afghanistan

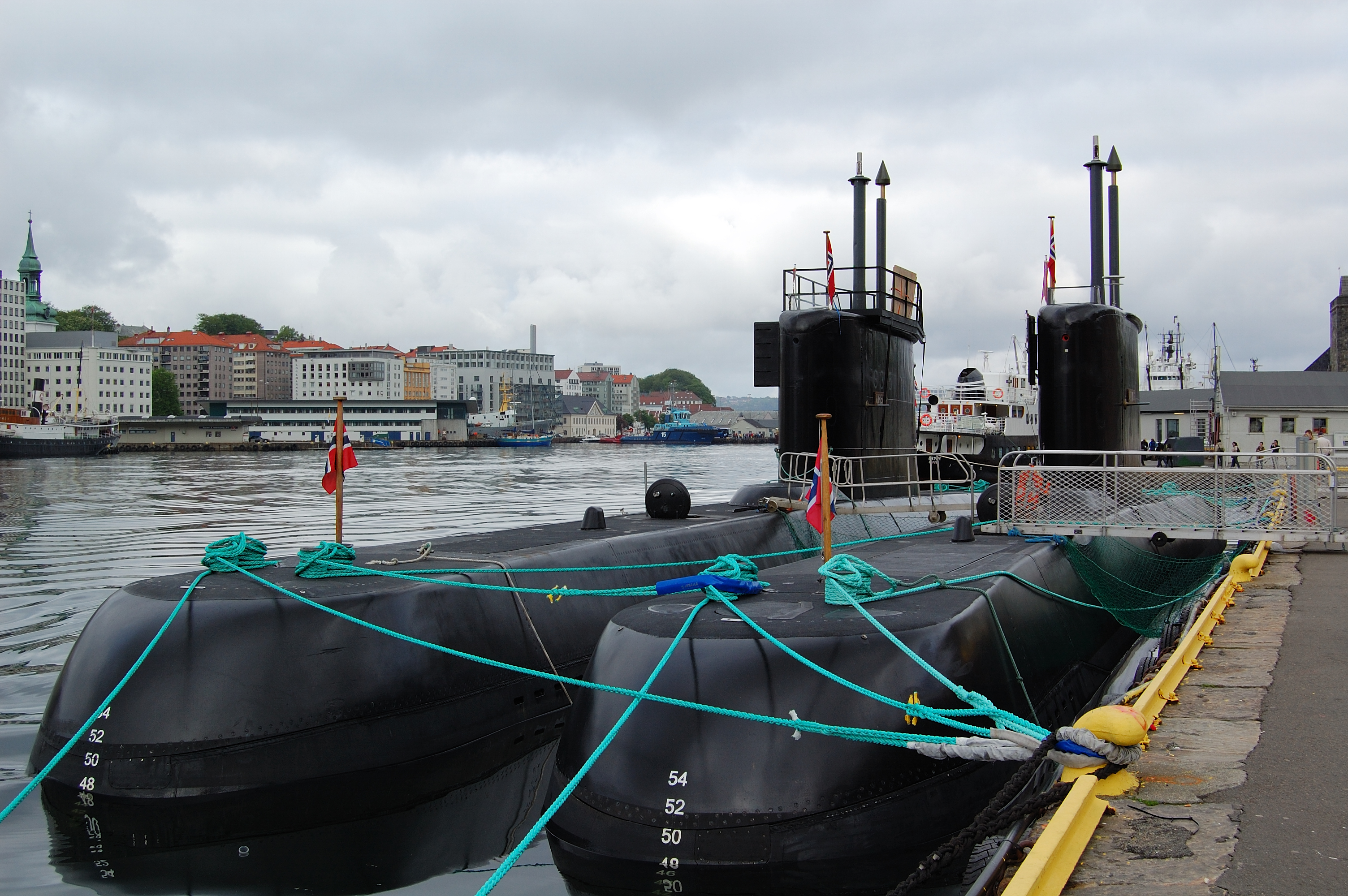
KNM Uthaug und KNM Uredd

Norwegen beschloss 2007, das Sturmgewehr HK416 als Ordonnanzwaffe anzuschaffen, und führte es am 12. April 2007 für alle Teilstreitkräfte ein.
Moderne Ausrüstung befindet sich auch aus Deutschland im regelmäßigen Zulauf, so wurden die bisher im Einsatz befindlichen 170 Leopard-1-A5NO-Panzer, bis auf 15 verbliebene, durch 52 Leopard 2 A4NO ersetzt. Der ATF Dingo (20 DINGO 2 – im Zulauf) wird ebenfalls eingesetzt.
Die norwegische Marine ließ in Deutschland ihre U-Boote der 210er-Klasse bauen. Als norwegisch-französisch-deutsches Projekt wurden die Boote in den Nordseewerken in Emden gebaut, weshalb sie als „deutsches Design“ gelten. Das Angriffssonar kommt aus Deutschland.

### Oman
Das kleine Königreich Oman wird ab 2015 mit 500 Maschinenpistolen sowie 850 Rohren und Verschlüssen für vollautomatische Gewehre als Ersatzteile von Heckler & Koch beliefert. Zur Erprobung erhält das Land mehrere Maschinengewehre, vollautomatische Gewehre und Granatpistolen HK69.

### Pakistan
Die Bundesregierung (Kabinett Merkel I) erteilte im Jahr 2008 Einzelausfuhrgenehmigungen nach Pakistan. Das Land führt seit 2001 einen von den westlichen Alliierten unterstützten Kampf gegen radikalislamische Taliban und liegt in einem Dauerstreit mit dem benachbarten Abnehmer deutscher Waffen, Indien.

### Philippinen
Das H&K G36 wird von Spezialeinheiten der Philippinischen Armee sowie der Präsidentenwache eingesetzt. Das Vorgängermodell H&K G3 war lange Zeit Ordonanzwaffe der Philippinischen Armee. Zahlreiche G3 fanden sich auf den Schwarzmärkten des Landes wieder.

### Portugal
Die Marine Portugals hat drei MEKO 200PN Fregatten im Dienst. Das Projekt zum Bau von drei Schiffen der Klasse Vasco da Gama (intern MEKO 200PN) für Portugal wurde 1985 genehmigt. Bis zu 60 % der Kosten wurden von der NATO finanziert und bei der HDW in Kiel. Das Flaggschiff NRP Vasco da Gama (F-330) ist seit 1989 im Dienst.

### Russland
Die Bundesregierung (Kabinett Merkel III) in Berlin drohte Russland nach Beginn des russischen Kriegs in der Ukraine zwar mit Sanktionen. Rüstungsexporte in die Region seien nicht mehr tragbar, hieß es im April 2014 im Bundeswirtschaftsministerium. Gleichzeitig lief der Export von Waffen und Munition im ersten Quartal 2014 weiter, solange diese als Sportwaffen einzustufen sind. Beobachter wollen nicht ausschließen, dass zumindest ein Teil dieser Waffen bei pro-russischen Volksmilizen landen könnte.

### Saudi-Arabien

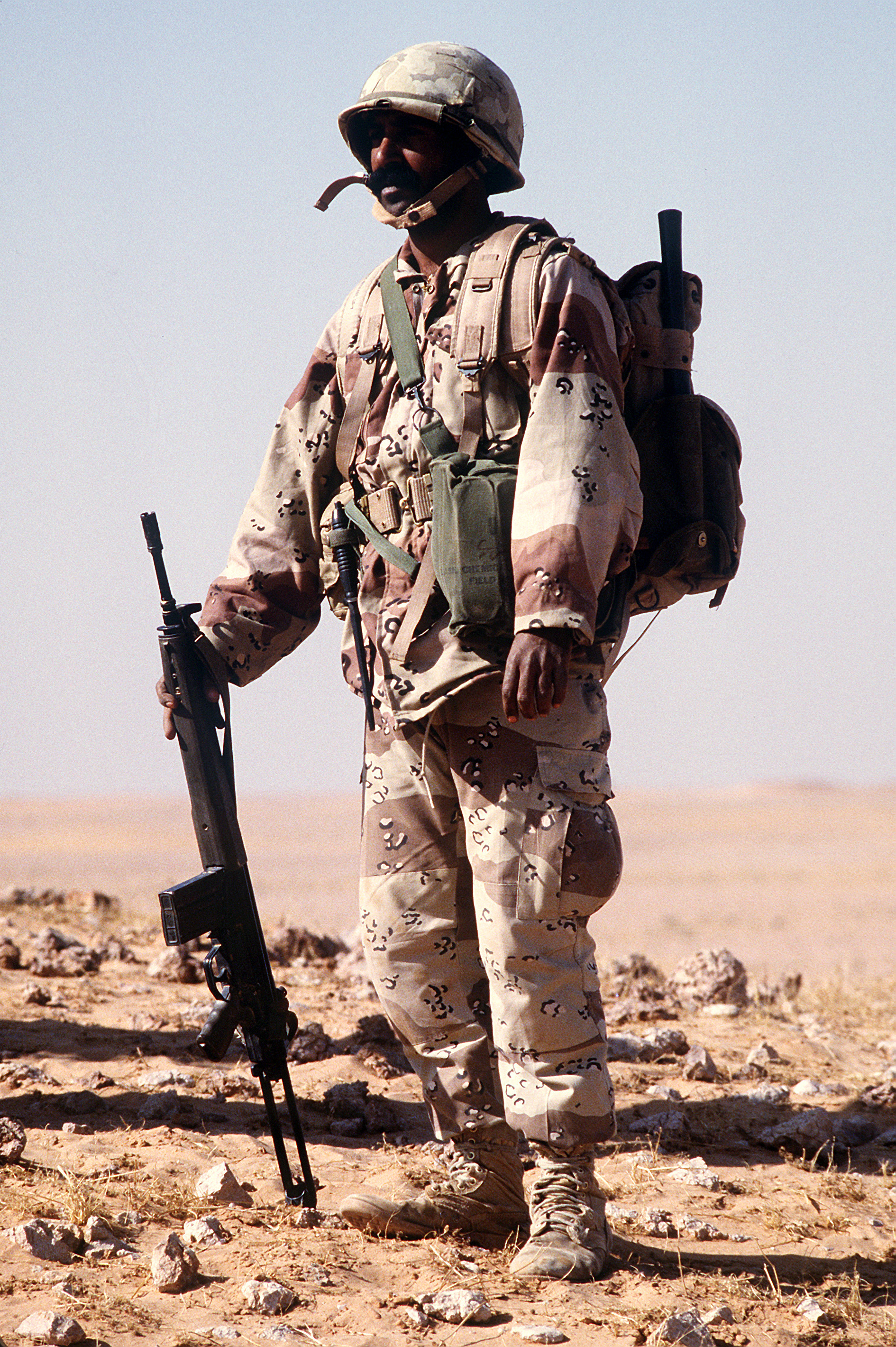
Soldat der Saudischen Streitkräfte im zweiten Golfkrieg, bewaffnet mit einem Heckler & Koch HK G3 Gewehr.1990

Genehmigungen für deutsche Rüstungsexporte nach Saudi-Arabien

Saudi-Arabien war im Zeitraum 2015–2019 der größte Waffenimporteur weltweit. 2016 lag das Land noch auf Platz vier, nach den Großmächten USA, China und Russland. Im Jahr 2016 gab das Land bereits 64 Milliarden Dollar für Kriegsgerät aus. Der Anteil der Wehrausgaben Saudi-Arabiens liegt regelmäßig zwischen 10 und 14 Prozent des Bruttonationaleinkommens. Ein wesentlicher Anteil der Waffen kommt von Rheinmetall und anderen deutschen Firmen. Der Rekord wurde im Jahr 2012 verzeichnet, als deutsche Exportgenehmigungen im Wert von 1,237 Milliarden Euro erteilt wurden. 2018 beschloss die Bundesregierung aufgrund Saudi-Arabiens Militärintervention in den Jemen ab 2015 einen Exportstopp, doch gelangten deutsche Rüstungsgüter über Frankreich und Südkorea weiterhin in das Land. Im Januar 2024 genehmigte die Bundesregierung wieder Waffenexporte nach Saudi-Arabien, namentlich ging es um 50 Iris-T-Lenkflugkörper.

#### Entwicklung
Bereits in den 1960er Jahren erteilte die Bundesregierung Lizenzen für die Produktion des Schnellfeuergewehrs G3 in Saudi-Arabien. Das Land verfügt zudem über den Fuchs-Spürpanzer aus deutscher Produktion. 1991 hatte Thyssen 36 Exemplare geliefert.
Laut den Rüstungsexportberichten der Bundesregierung wurden zwischen 1999 und 2007 jeweils Exporte im Umfang zweistelliger Millionenbeträge erteilt. Unter der seit 2005 regierenden großen Koalition erhöhte sich der Wert der genehmigten Ausfuhren 2008 auf 170 Millionen Euro, in diesem Jahr wurde auch der Bau einer G36-Fabrik in Saudi-Arabien genehmigt. Auch in den folgenden Jahren unter der schwarz-gelben Koalition lag der Wert der genehmigten Exporte im dreistelligen Millionenbereich und stieg dann 2012 auf mehr als 1,2 Milliarden Euro, dies vor allem wegen eines 1,1 Milliarden Euro teuren Grenzsicherheitssystems.
Am 2. Juli 2011 wurde berichtet, der Bundessicherheitsrat habe einem Export deutscher Leopard 2A7+ nach Saudi-Arabien zugestimmt. Nach Presseinformationen des Magazins Der Spiegel sei ein Verkauf von 200 Einheiten geplant. Die geplante Waffenlieferung stieß auf erhebliche Kritik, wobei auf schwere Menschenrechtsverstöße Saudi-Arabiens und auf die Niederschlagung der Demokratiebewegung im benachbarten Bahrain verwiesen wurde. Anfang Dezember 2011 bestätigte Saudi-Arabien sein Interesse an 270 Leopard-Panzern. Verteidigungsminister Thomas de Maizière verwies im September 2012 darauf, dass Saudi-Arabien für die Stabilität in der Region eine große Rolle spiele, Merkel verteidigte Waffenexporte im Oktober als ein mögliches Mittel zur Friedenssicherung. Saudi-Arabien zeigte wenige Monate später auch Interesse am Kauf von mehreren hundert Radpanzern des Typs GTK Boxer in verschiedenen Versionen. Dies sorgte erneut für Kritik von Seiten der Opposition, aber auch aus dem Regierungslager. Amnesty International kritisierte 2013 Rüstungsexporte nach Saudi-Arabien, weil das dortige Regime in der Vergangenheit immer wieder mithalf, die Protestbewegungen in den Nachbarstaaten zu bekämpfen. Als 2011 die Bevölkerung in Bahrain auf die Straße ging, schickte Saudi-Arabien Soldaten und Polizisten ins Nachbarland. In der seit Ende 2013 regierenden großen Koalition sprach sich SPD-Wirtschaftsminister Sigmar Gabriel gegen die Panzerlieferungen aus, die Leopardpanzer wurden daher Berichten zufolge letztendlich nicht geliefert. Der Auftrag für die Panzer vom Typ Boxer kam ebenfalls nicht zustande, ihn erhielt stattdessen General Dynamics Land Systems Canada mit dem LAV 6. Dennoch belief sich der Wert der erteilten Exportgenehmigungen auch in den Jahren nach 2012 auf jeweils mehr als 200 Millionen Euro.
Anfang 2015 wurden Medienberichten zufolge mit Verweis auf die Instabilität in der Region alle deutschen Rüstungsexporte nach Saudi-Arabien gestoppt. Riad greift als aktivster Akteur in den Bürgerkrieg im Jemen ein. Immer wieder gab es Belege, dass die Saudische Armee auch deutsche Waffen im Jemen einsetzt. Auf Gabriels Betreiben wurde dabei auch der Export notwendiger Teile für die 2008 errichtete G36-Fabrik ausgesetzt, wogegen Heckler & Koch Klage einreichte. Im Juni 2016 wurde geurteilt, dass die Bundesregierung in dieser Hinsicht eine Entscheidung treffen müsse. Im gesamten Jahr 2015 wurden letztendlich keine Kriegswaffen nach Saudi-Arabien exportiert, aber Ausfuhrgenehmigungen für Rüstungsgüter im Wert von 270 Millionen Euro erteilt, wobei die Genehmigungen für Kriegswaffen 23,8 Millionen Euro ausmachten. 2016 genehmigte die Bundesregierung endgültig die Ausfuhr des ersten von insgesamt 48 bestellten militärischen Patrouillenbooten. Das Land hatte bereits 2012 Interesse an den Booten aus der Lürssen-Werft gezeigt, 2013 hatte der Bundessicherheitsrat dem Geschäft grundsätzlich zugestimmt. In den Jahren nach 2015 wurden auch wieder Kriegswaffen exportiert, für diese erreichten 2017 sowohl die Genehmigungen im Wert von 152 Millionen Euro (60 Prozent aller Genehmigungen) als auch die Ausfuhren im Wert von 110 Millionen Euro neue Rekordwerte, obwohl im April berichtet worden war, dass Saudi-Arabien sich nicht mehr um Waffenexportgenehmigungen bemühen wolle. Die Bundesregierung genehmigte 2017 unter anderem die Lieferung von 110 Schwerlastkraftwagen der Rheinmetall MAN Military Vehicles GmbH. Zu diesem Zeitpunkt befand sich das Land schon in der Katar-Krise.
Im Zuge der Sondierungsverhandlungen zur Bildung der neuen Bundesregierung verständigten sich Union und SPD Anfang 2018 darauf, ab sofort keine Genehmigungen für Rüstungsexporte in am Jemen-Krieg beteiligte Länder – darunter Saudi-Arabien – mehr zu erteilen. Schon erteilte Vorgenehmigungen erhielten laut Koalitionsvertrag allerdings einen Bestandsschutz. Waffen aus deutscher Produktion oder Entwicklung wurden im Jemen von allen Konfliktparteien eingesetzt. Nach der Ermordung des Journalisten Jamal Khashoggi erklärte die Bundesregierung im Oktober, keine neuen Rüstungsexportgenehmigungen mehr zu erteilen, Medienberichten zufolge umgeht Rheinmetall dies jedoch mit Hilfe von Tochterfirmen in Italien und Südafrika und beliefert Saudi-Arabien weiterhin mit Munition. Im Gesamtjahr 2018 wurden zudem Rüstungsexporte im Wert von 460 Millionen Euro genehmigt. Ein Ende des Rüstungsexportstopps wurde von der Entwicklung im Jemen-Konflikt abhängig gemacht. Die Union sowie Frankreich und das Vereinigte Königreich, die durch europäische Gemeinschaftsprojekte von dem Exportstopp betroffen sind, sprachen sich für eine Lockerung des von der SPD weiterhin verteidigten Exportverbots aus, die Koalition einigte sich Ende März 2019 schließlich auf eine weitere Verlängerung bis zum 30. September. Für die Peene-Werft und EU-Gemeinschaftsprojekte wurden jedoch Kompromisse vereinbart. Dennoch wurde im Mai berichtet, dass der Werftbetreiber Lürssen die Bundesregierung wegen des Exportverbots auf Schadensersatz verklagt habe. Im September wurde der Exportstopp um ein weiteres halbes Jahr verlängert, im März 2020 um weitere neun Monate. 2019 wurden letztlich keine Genehmigungen erteilt (außer für Botschaften).:114 Einige aus deutscher Produktion stammende Rüstungsgüter konnten dafür aus Frankreich und 2020 aus Südkorea exportiert werden.
Im Dezember 2020 wurde der bis Ende des Jahres geltende Exportstopp nochmals um ein Jahr verlängert. Dennoch wurden 2020 Genehmigungen im Wert von etwa 31 Millionen Euro erteilt. Im entsprechenden Exportbericht wurde darauf verwiesen, dass alle Genehmigungen einen Bezug zu Gemeinschaftsprogrammen hatten.:124

### Spanien
Spanien verwendet 314 Leopard-2-Kampfpanzer deutscher Produktion. 6 Tiger-Kampfhubschrauber werden ebenfalls eingesetzt. Das Land bestellte 87 Eurofighter (im Zulauf) und 27 A400M (bestellt) sowie 45 NH90 (im Zulauf). Acht Lenkflugkörper Taurus (Hersteller EADS) wurden ebenso geliefert wie U-Boot-Dieselmotoren und Teile für den spanischen Flugzeugträger. Spanien erhielt von Heckler & Koch Oberndorf die Lizenz zur Produktion des Sturmgewehres HK G36.

### Südafrika

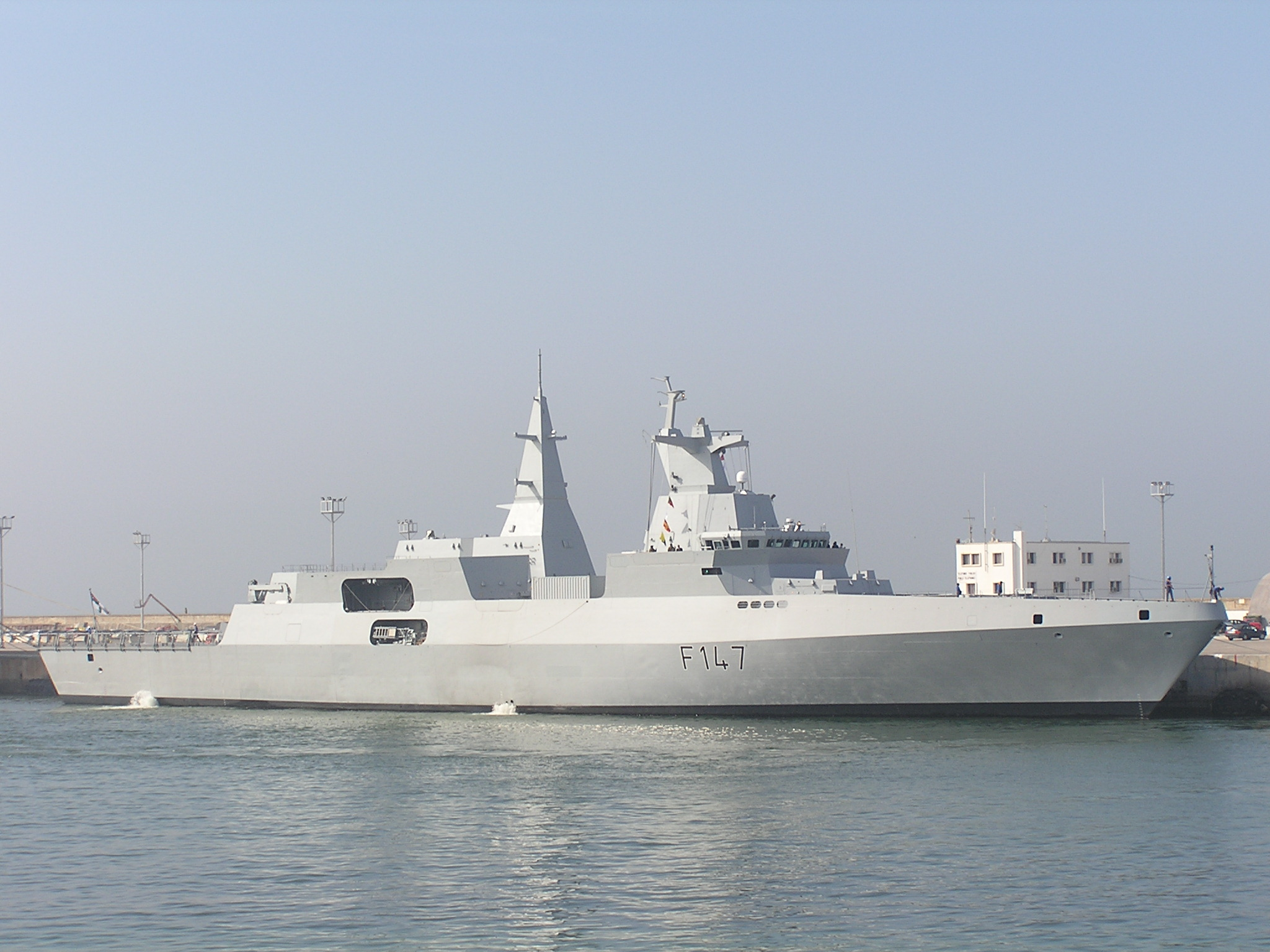
SAS Spioenkop (F147) der SAN, gebaut von Blohm + Voss im Hafen von Rota
Bild: 2004

Südafrika verfügt über eine florierende Rüstungsindustrie und zählt selbst weltweit zu den führenden Exportnationen im Bereich von Kriegswaffen. In deren Zentrum steht das Staatsunternehmen Armscor sowie international vernetzte Privatunternehmen. Dennoch importiert das Land schon seit Jahrzehnten, auch zu Zeiten des Apartheid-Regimes, deutsche Waffentechnik.
Während der Apartheid
Von 1948 bis etwa 1993 war in Südafrika die strikte Rassentrennung geltendes Recht. Entgegen allen völkerrechtlich verbindlichen Beschlüssen der UNO wie etwa der Resolution 418 aus dem Jahr 1977, die jede militärische Zusammenarbeit mit Südafrika für alle UN-Staaten verbot, lieferten und kooperierten Daimler-Benz und Rheinmetall neben anderen ausländischen Unternehmen Rüstungsgüter nach Südafrika oder konnten sie dort testen (Overberg Test Range). Rheinmetall unterhält zusammen mit dem südafrikanischen Konzern Denel gemeinsame Produktionsstätten im Bereich der Munitions- und Sprengstoffherstellung. Die deutsche Rüstungskooperation mit Südafrika sowie deren Folgekosten wurde auch von Medico international seit 1998 thematisiert.
Der südafrikanische Nuklearsektor profitierte von der Kooperation mit der Bundesrepublik Deutschland auf vielfältiger Weise. Um 1980 sind Lieferungen für die Verarbeitung von spaltbaren Materialien nachweisbar. Der damalige Verteidigungsminister Pieter Willem Botha hatte in seiner Amtszeit ein Nuklearwaffenprogramm und die Vorbereitungen des Militärs für einen Nukleartest unterstützt. Im Verlaufe der südafrikanischen Nukleartechnologieentwicklung gab es Beteiligungen deutscher Forschungsinstitutionen. Südafrika wendete ein Isotopentrennverfahren an, das als modifizierte Variante eines in Deutschland entwickelten Verfahrens gilt. Fehlendes Equipment lieferten US-amerikanische, französische, deutsche und Firmen aus der Schweiz. Von erheblicher Bedeutung war dabei die Kooperation mit deutschen Partnern, in deren Verlauf es auch zu Forschungsaufenthalten südafrikanischer Experten in Deutschland kam. Schließlich hatte Südafrika im Verfügungsbereich seines Militärs sechs einsatzfähige Nuklearsprengköpfe.
Fast zwei Jahrzehnte nach der Überwindung des Apartheid-Regimes befasste sich 2010 ein US-Gericht mit den Rüstungslieferungen aus den USA, Japan und Europas nach Südafrika zur Zeit der Apartheid. In New York wurden neben den US-Firmen GM, Ford und IBM auch die deutschen Unternehmen Daimler und Rheinmetall angeklagt. Die südafrikanische Organisation Khulumani Support Group, eine Vereinigung von Opfern des Apartheid-Regimes, veranlasste diesen Prozess mit internationaler Resonanz gegen mehrere Unternehmen, musste aber 2013 die Einstellung des Verfahrens hinnehmen.
Mehrfach wurde die Bundesrepublik wegen ihrer Unterstützung des Apartheid-Systems durch Rüstungsexporte nach Südafrika sowie Militär- und Polizei-Kooperation in der UNO angeklagt.
Daimler lieferte Südafrika Hubschrauber und militärische Fahrzeuge sowie Panzermotoren vor 1990. Durch Lizenzen und Konstruktionspläne von Daimler-Benz wurde 30 Kilometer vor Kapstadt die staatliche Firma Atlantis Diesel Engines (ADE) aufgebaut. Dort wurden nach 1984 jährlich ca. 40.000 bis 50.000 Dieselmotoren für LKWs und Traktoren hergestellt, um offiziell Südafrika von Motorenimporten unabhängig zu machen. Nachdem die Staatsfirma ADE im März 1978 bei Daimler-Benz vorstellig wurden, befürwortete deren damaliger Aufsichtsrat im November 1978 einstimmig die Lizenzvergabe. Das Unternehmen baute daraufhin Hochleistungsmotoren, arbeitete aber nie rentabel. Dennoch wurde aus militärstrategischen Gründen an der Produktion festgehalten. Der Jeep der South African Defence Force (SADF) „TRAX“ wurde mit ADE-Motoren ausgestattet. Die Firma baute auch Antriebe, die für Panzer dienen können.
Die südafrikanischen Geschäfte von Mercedes-Benz of South Africa (Pty) leitete während der Apartheid unter anderem Jürgen Schrempp. Nach dem Ende der Apartheid stieg er zum Vorstandsvorsitzenden der (deutschen) Daimler-Benz AG und der DaimlerChrysler AG auf, während die ADE Ende der 1990er die Herstellung von Lkw- und Industriemotoren einstellte und fast alle ihre Angestellten entließ.
Nach dem Ende der Apartheid
2002 erhielt ein Konsortium unter Beteiligung der EADS von Südafrika den Auftrag zur Lieferung von Anti-Schiffsraketen MM40 Exocet und lieferte diese auch an die South African National Defence Force.
Die südafrikanischen Fregatten der Valour-Klasse sind seit 2004 Teil der South African Navy. Der Hersteller Blohm + Voss bezeichnet sie als MEKO A-200SAN, eine Weiterentwicklung der an viele Marinestreitkräfte gelieferten Schiffsklasse MEKO 200. Die SAN stellte die vier Schiffe des Projekts Sitron als Teil des strategischen Verteidigungspaketes Südafrikas und des europäisch-südafrikanischen Korvetten-Konsortiums (engl. European South African Corvette Consortium – ESACC) vom 3. Dezember 1999 in Dienst. Das ESACC besteht aus der heutigen ThyssenKrupp Marine Systems AG, Thales und südafrikanischen Unternehmen. Diese erhielten am 28. April 2000 den Auftrag zum Bau der vier Fregatten des Typs MEKO A-200SAN für die Valour-Klasse.
Die Fregatten sind die erste größere Neubeschaffung der südafrikanischen Marine seit 20 Jahren und dem Ende der Apartheid. Die Einsatzmöglichkeiten der Schiffe sollen ein großes Aufgabenspektrum umfassen, das für die Marine bis dahin nicht erfüllbar war: Patrouillenfahrten in den Hoheitsgewässern gegen Fischwilderei, Einsätze gegen Piraten und Schmuggler, Feuerunterstützung für Landeinheiten sowie begrenzter Transport von diesen, Kampfpatrouille, defensive Seeüberwachung, das Legen von Minen und die Durchsetzung von Seeblockaden. Eine Beschaffung von zusätzlichen Schiffen dieser Klasse ist geplant.
Die Unternehmensaktivitäten von Rheinmetall über südafrikanische Tochterfirmen bzw. Beteiligungsgesellschaften setzten sich nach dem Ende der Apartheid erfolgreich fort, beispielsweise mit der Rheinmetall Denel Munition Ltd., die einen Produktionsstandort bei Somerset West unterhält. Von Südafrika aus betreibt Rheinmetall Denel Munition (RDM) die Entwicklung und die Versorgung des internationalen Rüstungssektors mit seinen Produkten, wozu die deutsche Tochtergesellschaft in erheblichem Umfang in Saudi-Arabien investierte. Im Jahre 2016 eröffnete das Unternehmen in Riad eine Munitionsfabrik; zum Festakt kam der damalige südafrikanische Präsident Jacob Zuma. Kritiker sehen in den internationalen Geschäften von RDM eine Umgehung der deutschen Kriegswaffenkontrollregularien. In Südafrika ist dafür das South African National Conventional Arms Control Committee (NCACC) zuständig. Andrew Feinstein, ein ehemaliger Parlamentsabgeordneter bezeichnet sein Land mit einem Beitrag im Wall Street Journal als einen Ort in der Welt, der geringste Kontrolle auf diesem Gebiet praktiziert. Weil RDM-Produkte mehrfach gegen die Zivilbevölkerung in arabischen Staaten (Bahrain, Jemen) eingesetzt wurden, kam es 2018 im Südafrikanischen Parlament zu einer Debatte über die politische Wirkung von Waffenexporten des Landes, die Lindiwe Sisulu als Außenministerin zu einer korrektiven Erklärung veranlasste.

### Somalia
Offizielle Rüstungsexporte nach Somalia gab es keine. Das Heckler & Koch G3 wird jedoch von Milizen als auch von der Armee gebraucht. In Somalia aufgefundene G3 stammen direkt aus Oberndorf und Lizenzfabrikationen.

### Syrien
Syrien wurde in den 1970er Jahren von Frankreich mit den deutsch-französischen MILAN-Raketen beliefert. Im syrischen Bürgerkrieg, der seit 2011 tobt, hat die Golfstaaten-Koalition aus Saudi-Arabien und Katar im Juni 2013 bestätigt, Raketen vom Typ MILAN an die Aufständischen geliefert zu haben. Die beiden Länder wiederum hatten diese Systeme von EADS bezogen.

### Thailand
1971 erhielt Thailand von Heckler & Koch die Lizenz zum Nachbau des G3. Exemplare der Thailändischen Produktion wurden später bei Rebellengruppen im Nachbarland Birma wiedergefunden.

### Türkei

Deutsche Exporte von schweren konventionellen Waffen in die Türkei laut SIPRI

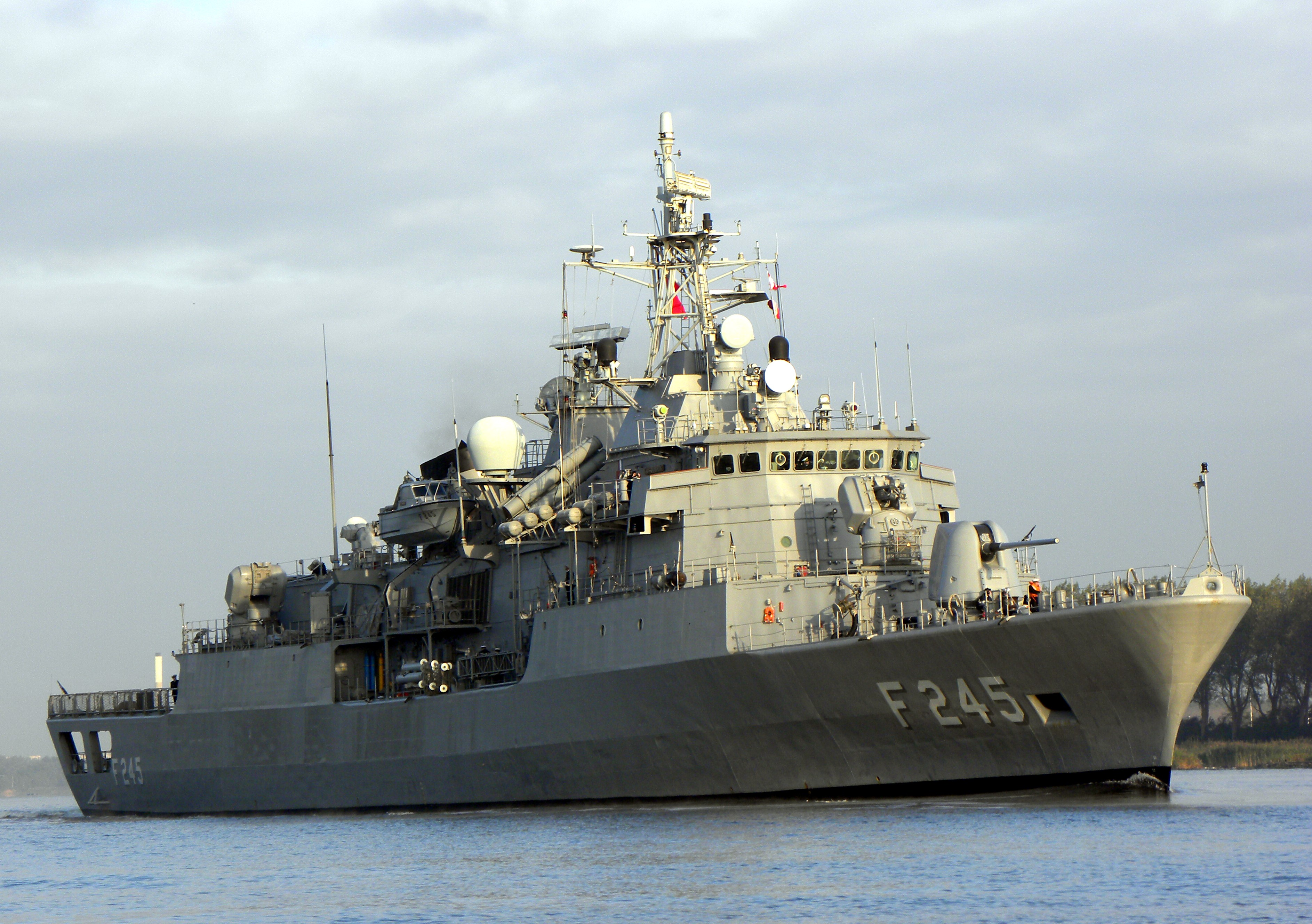
TCG Oruç Reis (F 245) der Türkischen Marine, gebaut und ausgestattet von Blohm + Voss Hamburg.
Bild: 2009

Die Türkei, seit 1952 NATO-Mitglied, zählte ab Mitte der 1960er-Jahre zu den größten Abnehmern deutscher Waffen. 1967 erhielt sie die Lizenz zur Produktion von G3-Sturmgewehren. Vom Ende der 1970er-Jahre bis zum Jahr 2000 war die Türkei fast immer unter den größten fünf Empfängerländern. 1970 sowie 1971/72, als sie sich zum ersten Mal auf Position 1 befand, wurden unter anderem 600 gebrauchte Kampfpanzer M48A2 geliefert. Diese Exporte fanden auch im Zusammenhang mit den griechisch-türkischen Beziehungen statt, denn nach ihrem NATO-Beitritt 1952 nutzten beide Länder „diesen Schritt als Rechtfertigung verstärkter militärischer Aufrüstung, rüsteten aber zugleich auch gegeneinander.“ Ab den 1970er-Jahren wurden zudem U-Boote der Klasse 209 an die Türkei geliefert, bis Ende der 1990er-Jahre 14 Stück, womit die Türkei der größte Abnehmer war. Weitere bedeutende Exporte waren die Ausfuhr von 397 Leopard-1-Kampfpanzern in den 1980er- und 1990er-Jahren – dies unter der Auflage, die Panzer nur zur Verteidigung gegen bewaffnete Angriffe einzusetzen. Zwischen 2006 und 2011 wurden zudem 354 Leopard-2-Panzer in die Türkei exportiert.
Immer wieder standen verschiedene deutsche Bundesregierungen in der Kritik, weil die Türkei deutsche Waffen im Kurdenkonflikt gegen die PKK einsetzt.
2009 genehmigte die damalige Bundesregierung den Bau von Jagd-U-Booten (U-Boot-Klasse 214) für die türkische Marine ('Herstellungsgenehmigung'). Sie wurden gemeinsam mit einem türkischen Unternehmen gebaut und 2018 ausgeliefert. Die Situation in der Türkei hat sich nach dem Putschversuch in der Türkei 2016 stark verändert.
Auch nach Einmarsch der Türkei nach Syrien (Türkische Militäroffensive auf Afrin) 2018 genehmigte die Bundesregierung die Lieferung von Rüstungsgütern, darunter Feuerleittechnik im Wert von knapp 4 Millionen Euro. Während der Export von Panzern nach dem Einmarsch gestoppt wurde, wurden die bereits 2009 genehmigten Jagd-U-Boote für die türkische Marine 2018 ausgeliefert. Die Boote wurden gemeinsam mit einem türkischen Unternehmen gebaut. Im Zeitraum von 2004 bis 2020 wurden Kriegsschiffe oder Teile im Wert von 1,5 Milliarden Euro in die Türkei exportiert.
Auch die zunächst geduldeten Exporte von maritimen Rüstungsgütern in die Türkei wurden ab 2019 wegen des Konflikts mit Griechenland um Erdgasvorkommen im östlichen Mittelmeer höchst umstritten.
Heer
Das türkische Heer ist mit den Panzern Leopard 1 und Leopard 2 ausgerüstet. Das Land entschied sich nach dem Kauf von 298 Leopard2A4 im Jahre 2007 dafür, den südkoreanischen K2 Black Panther in Lizenz modifiziert zu fertigen.
Das Heckler & Koch G3 wird von der Infanterie verwendet.
Marine
Ein umfangreicher Auftrag war die Lieferung der MEKO 200 TN Track I und II an die Türkische Marine. Der Vertrag für das erste Los (Track I), Schiffe der MEKO 200 TN oder Yavuz-Klasse, wurde im April 1983 mit der Türkei abgeschlossen. Die ersten zwei Schiffe wurden bei Blohm + Voss, Hamburg und HDW, Kiel gebaut. Zwei weitere Schiffe entstanden auf der Marinewerft Gölcük in der Türkei. Die Schiffe erhielten eine CODAD-Antrieb mit vier MTU-20V-Dieseln.
Die Türkei bestellte mit der Barbaros-Klasse zu Beginn der 1990er Jahre vier weitere Schiffe des Typs. Dieser Track II wurde mit einem CODOG-Antrieb mit zwei MTU-16V-Dieseln und zwei LM2500-30-Gasturbinen ausgestattet. Der Track II war mit 3350 ts (voll geladen) etwas schwerer, erhielt statt des Sea-Sparrow-Starters einen Mk48-VLS-Starter und war mit 31+ kn etwas schneller. Diese Fregatten wurden so ausgelegt, dass sie beim Überwasserkampf maximalen Schaden bei wenigen Verlusten ausrichten können. Sie erhielten geringe Flugabwehr- und U-Jagd-Kapazität, aber dafür eine starke Sea-Zenith-CIWS-Anlage.
Bisher besitzt die Türkei die Yavuz (Blohm + Voss, seit 11. Oktober 1987 im aktiven Dienst), F241 Turgut Reis (HDW, Kiel, seit 4. Februar 1988 im aktiven Dienst), F 242 Fatih (Marinewerft Gölcük, seit 12. Oktober 1988 im aktiven Dienst), F243 Yilderim (Marinewerft Gölcük, seit 17. November 1989 im aktiven Dienst). Aus dem Track II die Hayreddin Barbarossa (Blohm + Voss, seit 23. Mai 1997 im aktiven Dienst), F245 Oruc Reis (Marinewerft Gölcük, seit 23. Mai 1997 im aktiven Dienst), F 246 Salih Reis (Blohm + Voss, seit 22. Juli 1998 im aktiven Dienst) und die F247 Kemal Reis (Marinewerft Gölcük, seit 8. Juni 2000 im aktiven Dienst).
Zudem hat sie sechs Einheiten der U-Boot-Klasse 214.

### Ukraine
Heckler und Koch lieferte 2013 Jagdgewehre, Sportgewehre, Selbstladebüchsen, Jagdselbstladeflinten und Teile für Gewehre in die Ukraine.
Nach der illegalen Annexion der Krim 2014 und den Kämpfen in der Ostukraine durch Russland 2014 lieferte Deutschland 20.000 Schutzwesten als nicht letale Militärhilfe.
Nach dem Versuch Russlands, ab Februar 2022 die gesamte Ukraine einzunehmen lieferte die deutsche Bundesregierung letale und nicht-letale militärische Unterstützungsleistungen, die im Ukraine-Krieg eingesetzt werden. Die Lieferungen haben einen geschichtlich einmaligen Umfang. Monetär ist Deutschland nach den USA der größte Unterstützer der Ukraine.
Deutschland liefert Material aus allen militärischen und organisatorischen Bereichen. Besonders Waffen für die Bodentruppen, Artillerie und Luftabwehr wurde von der Ukraine erbeten.
Bis Mai 2024 lieferte Deutschland 40 Leopard 1 A5 mit Munition, 100 Schützenpanzer Marder mit Munition (aus Bundeswehr- und Industriebeständen), 5 All Terrain Tracked Carrier Warthog (Reparatur- und Bergefahrzeug), 10 All Terrain Tracked Carrier Warthog (Führungsfahrzeug), 66 Mannschaftstransportwagen, 73 Bandvagn 206, 18 Leopard 2 A6-Kampfpanzer mit Munition (deutscher Anteil am gemeinsamen Projekt mit weiteren Nutzerstaaten), 50 Allschutz-Transport-Fahrzeuge Dingo und 54 M113 gepanzerte Truppentransporter mit je 2 MG* (Systeme aus Dänemark, Umrüstung durch Deutschland finanziert).
Zur Luftverteidigung wurden geliefert: 2 Luftverteidigungssystem SKYNEX mit Munition, 52 Flugabwehrkanonenpanzer Gepard und 146.000 Schuss Flakpanzermunition, Luftverteidigungssysteme IRIS-T SLM und IRIS-T SLS samt Flugkörper, 9 Luftraumüberwachungsradare TRML-4D, 2 Patriot-Systeme, 500 Fliegerabwehrraketen STINGER und 2.700 Fliegerfäuste STRELA.
Zur Fernwirkung wurden 2 Radhaubitzen Zuzana 2 beschafft aus der Slowakei, 5 Mehrfachraketenwerfer MARS II mit Munition sowie 14 Panzerhaubitzen 2000, 20 Raketenwerfer 70 mm auf Pick-up-Trucks mit Raketen und Artillerieortungsradar COBRA sowie 155-mm-Artilleriemunition geliefert. Die Ukraine bestellte 2024 100 Panzerhaubitzen 2000.
Weiteres Material wie Drohnen und Drohnenabwehr, Pioniergerät, Spezialausrüstung sowie Logistikgüter wurden in großem Umfang geliefert.

### USA

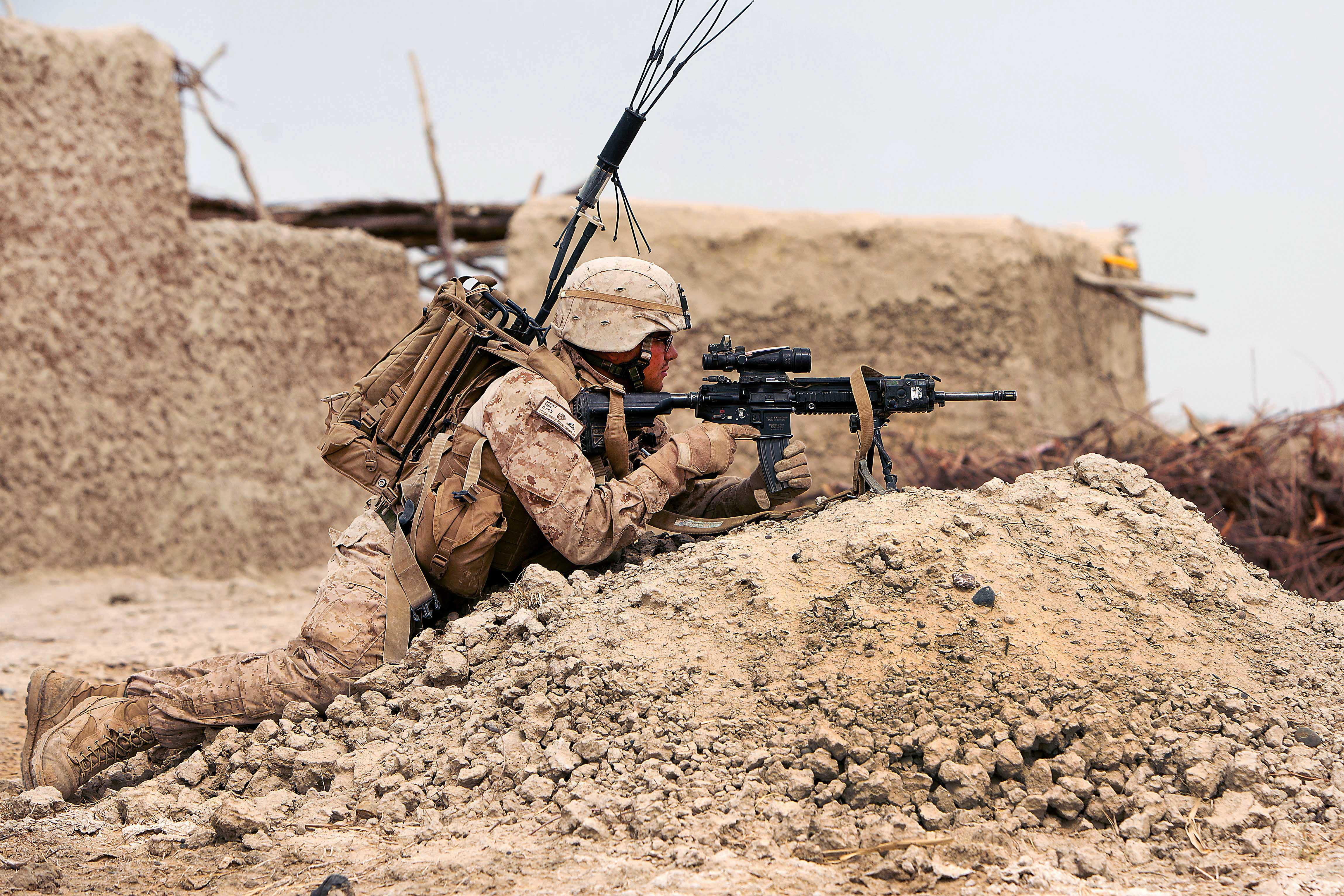
US-Marine mit Heckler & Koch M27 Infanterie Automatic Rifle in der Nähe von Khan Neshin in Afghanistan, März 2012

Auch die USA kaufen deutsche Waffen. Neben 96 Fuchs-Panzern wurden im Zeitraum von 1999 bis 2008 auch Lizenzen zur Produktion von 120-mm-Glattrohrkanonen für die ca. 6000 Abrams-Kampfpanzer verkauft. Die USA bezogen 182 Lenkwaffen deutscher Herstellung. Sonst wurden hauptsächlich Teile für Waffensysteme, wie Teile für Panzer und gepanzerte Fahrzeuge, für Kampfflugzeuge, Raketen, Granaten, Bomben sowie Kommunikations- und Navigationsausrüstung und Radarsysteme aus Deutschland bezogen. Vor allem wurde in deutsche elektronische Zielerfassungssysteme und optische Waffenzielsysteme investiert.
Die USA kaufen das vollautomatische Sturmgewehr HK416 für ihre Spezialtruppen. Es wird von der Delta Force verwendet. Außerdem findet das HK416 Verwendung in dem Einheitsverbund der Teilstreitkräfte United States Special Operations Command (DEVGRU und US Army’s Asymmetric Warfare Group). Eine modifizierte Variante wird durch das United States Marine Corps als M27 Infantry Automatic Rifle eingeführt.

### Vereinigte Arabische Emirate

Rüstungsexporte in die VAE

1999 umfassten die Genehmigungen für Rüstungsexporte in die Vereinigten Arabischen Emirate umgerechnet 172 Millionen Euro, womit das Land unter den Empfängerländern an fünfter Stelle stand.:14f. In den Jahren danach lag der Umfang der Genehmigungen jeweils im zweistelligen Millionenbereich, bevor 2005 Exporte im Wert von über 300 Millionen Euro genehmigt wurden – davon der größte Teil für Kriegswaffen –, wodurch die Emirate in diesem Jahr zum drittwichtigsten Empfängerland wurden.:23f. Die tatsächlichen Kriegswaffenausfuhren beliefen sich in diesem Jahr allerdings nur auf ein Volumen von 63.000 Euro, 2008 stiegen sie dann stark an und erreichten einen Gegenwert von 88 Millionen Euro.:39
Ein neuer Höhepunkt für Ausfuhrgenehmigungen wurde 2009 erreicht, als Exporte im Wert von 541 Millionen Euro bewilligt wurden, wovon Kriegswaffen 156 Millionen Euro ausmachten. Die Emirate stellten damit das zweitwichtigste Empfängerland dar.:18 Auch in den Folgejahren bewegte sich der Wert der Exportgenehmigungen im dreistelligen Millionenbereich, 2013:34 und 2014:34 galt dies zum ersten Mal auch für die tatsächliche Kriegswaffenausfuhr, deren Volumen danach wieder deutlich abfiel.
Der Bundessicherheitsrat genehmigte 2014 mehrere Aufträge der Vereinigten Arabischen Emirate: Das Land bekam vier Pionierpanzer des Typs Wisent 2, 20.000 Mörsergranatzünder von Junghans Microtec (Diehl-Konzern), rund 3000 Maschinenpistolen HK MP7 und über 80.000 Schuss Munition. Mindestens einer der Wisent-Pionierpanzer wurde 2017 im Jemen-Krieg eingesetzt.
In den Koalitionsverhandlungen zur Bildung der neuen Regierung vereinbarten Union und SPD Anfang 2018 einen Exportstopp für unmittelbar am Jemen-Krieg beteiligte Länder – darunter die VAE –, im Koalitionsvertrag aber auch einen Bestandsschutz für schon erteilte Vorgenehmigungen. Im Mai 2019 wurde allerdings berichtet, dass die Emirate, anders als Saudi-Arabien, weiterhin mit Waffen beliefert werden dürften, in diesem Jahr wurden Genehmigungen im Umfang von 257 Millionen Euro erteilt.:116

### Vereinigtes Königreich

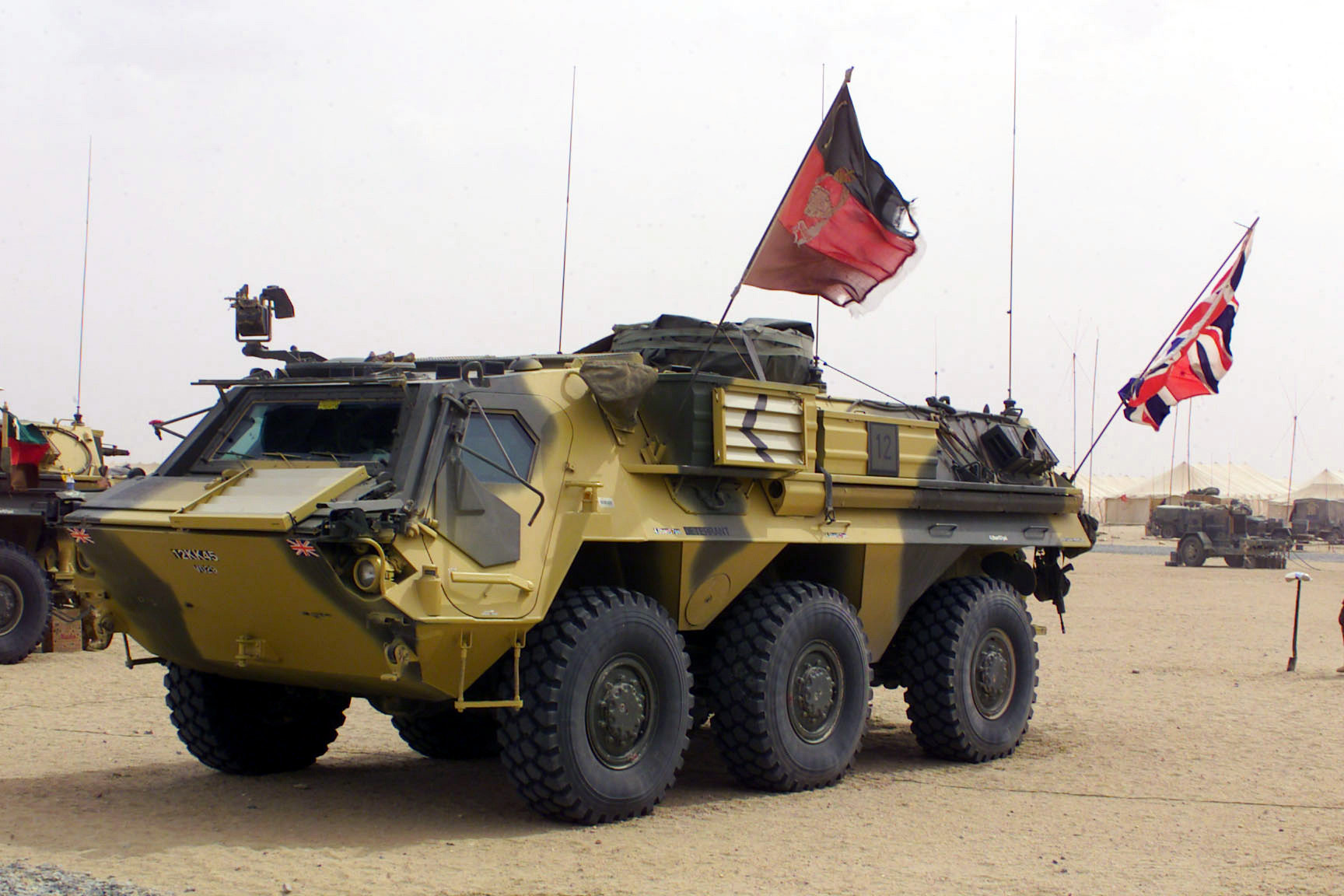
Britischer Fuchs als Radartransporter in Kuwait, 2003

Das Vereinigte Königreich kaufte seit 1999 für rund 2 Milliarden Euro deutsche Waffen. Der Inselstaat schaffte 232 Eurofighter-Kampfflugzeuge (im Zulauf, deutsch-italienisch-britisch-spanisches Gemeinschaftsprojekt) und 14 A330-200-Tankflugzeuge (im Zulauf, von EADS) an. 25 A400M-Transportflugzeuge, sowie 137 Tornado-Kampfflugzeuge sind bestellt. Diverse Munition (u. a. SMArt 155, 40 mm, 27mm-FAP), G36-Sturmgewehre wurden eingekauft. Das Land stellt das G3-Sturmgewehr und die MP5-Maschinenpistole in Lizenz her. Fuchs-Panzer gehören in Großbritannien zur Ausstattung der Infanterie.

## Bedeutende Rüstungsexporte

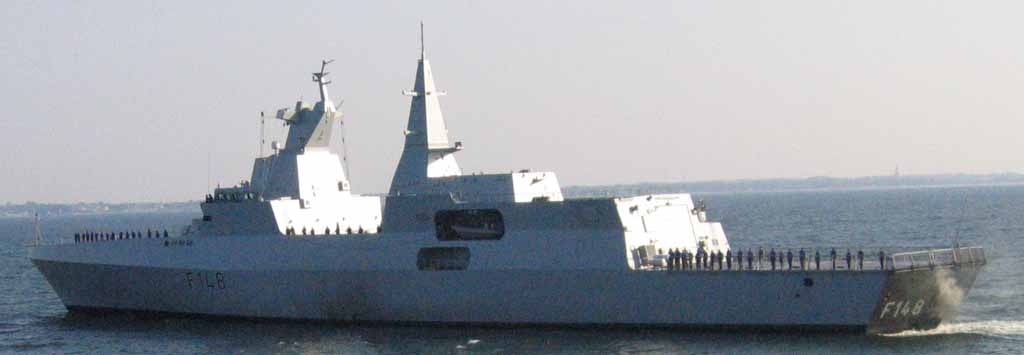
Südafrikanische MEKO SAS Mendi auf der Überführungsfahrt in der Neustädter Bucht 2004

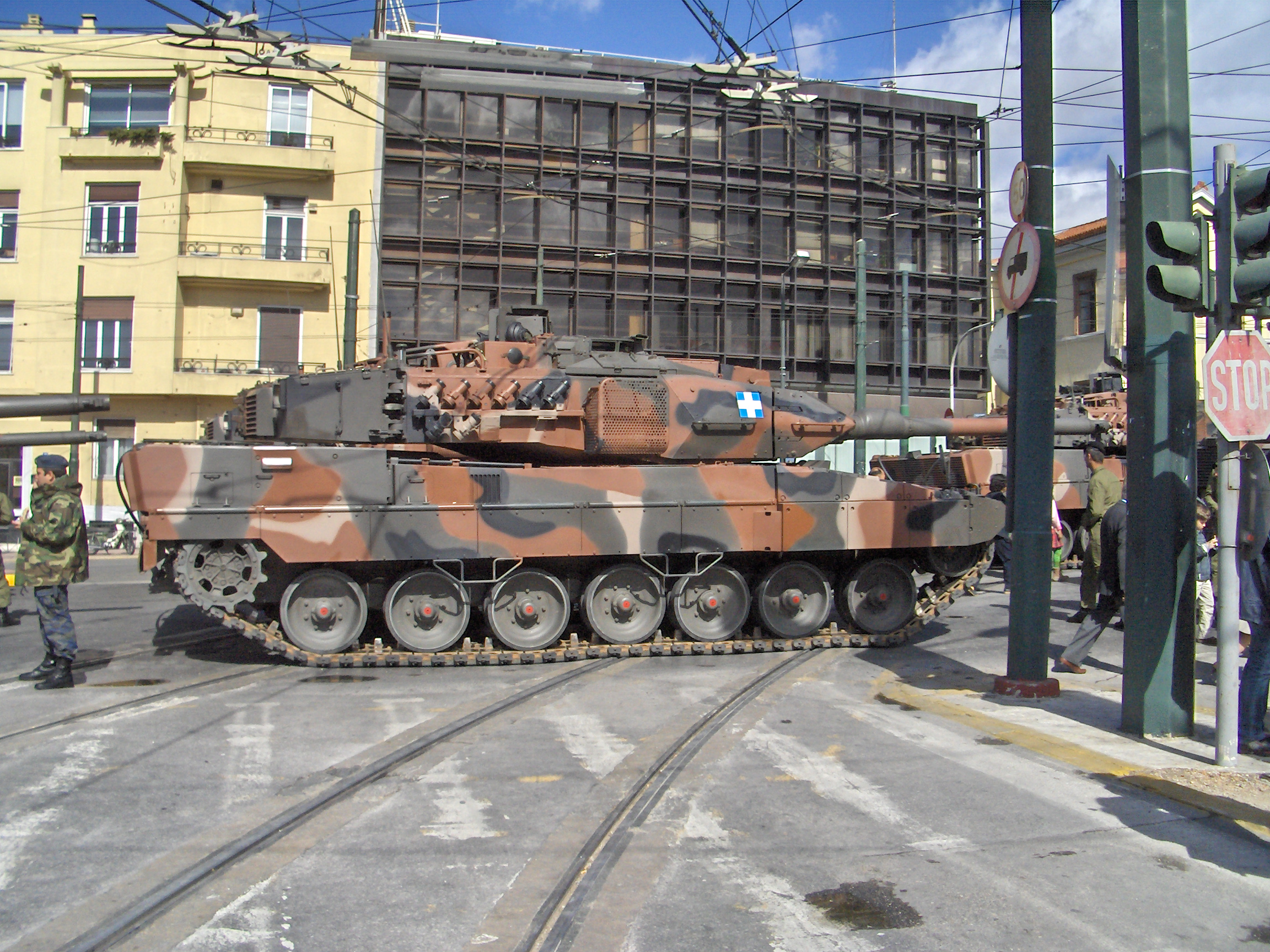
„Exportschlager“ Leopard 2: Der Panzer wurde u. a. an Chile, Israel, Katar und die Türkei geliefert. Hier ein LEO2-A6 HEL der griechischen Armee in Athen.

- Januar 1980: MEKO-360-Fregatte nach Nigeria
- Februar 1991: Lieferung von 36 deutschen Fuchs-Spürpanzern an Saudi-Arabien
- 1992: Trotz eines UN-Waffenembargos wurden vom Beschussamt Ulm markierte H&K-G3-Sturmgewehre nach Jugoslawien geliefert und von serbischen Scharfschützen gegen bosnische Muslime verwendet.[152]
- Januar 1999: Spanien beschließt, das HK G36 mit 115.000 Stück als Ordonnanzwaffe seiner Streitkräfte zu beschaffen, und erhält eine Herstellungslizenz dafür.
- Juni 2000: 1200 Panzerfäuste an Saudi-Arabien
- Dezember 2002: Lieferung von Fuchs-Transportpanzern nach Israel
- September 2004: 20 Radpanzer des Typs Fuchs in den Irak
- September 2004: MEKO-Fregatte SAS Mendi aus den Howaldtswerke-Deutsche Werft (Kiel) läuft in Südafrika ein und wird von der SAN in Dienst gestellt.
- Oktober 2004: Export von U-Booten nach Israel
- November 2005: Verkauf von 298 gebrauchten Leopard-2-Panzern in die Türkei und die Lieferung von zwei U-Booten der Dolphin-Klasse nach Israel
- Juni 2006: Verkauf von 150 Dingo 2 an Israel
- April 2007: Die damalige Regierung von Norwegen beschließt die Einführung des Heckler & Koch HK416 als neue Standardwaffe bei allen Teilstreitkräften und schafft große Stückzahlen der Waffe an.
- Mai 2009: Lieferung von 36 Leopard-2-Kampfpanzern an Katar[153] und im Sommer 2009 24 Panzerhaubitzen 2000.[154]
- April 2010: Lieferung von 3 MEKO-Korvetten nach Israel
- September 2012: Ägypten schließt einen Vertrag über die Lieferung von zwei U-Booten der Klasse 209 ab.
- November 2012: Das algerische Verteidigungsministerium bestellt zwei deutsche Fregatten, und die Bundesregierung übernimmt eine Bürgschaft in Höhe von 2,13 Milliarden Euro für den Bau, einschließlich Logistik und Service, Support, Training, Ersatzteile, Dokumentation, Leistungen im Zusammenhang mit dem Schiffstest, Munition und Helikopter.
- Dezember 2012: Abschussgeräte für Panzerfäuste und bunkerbrechende Munition werden an Israel geliefert.
- Juli 2022: Panzerhaubitze 2000 und drei (3) Gepard an die Ukraine[155]

## Bedeutende Rüstungsexporteure

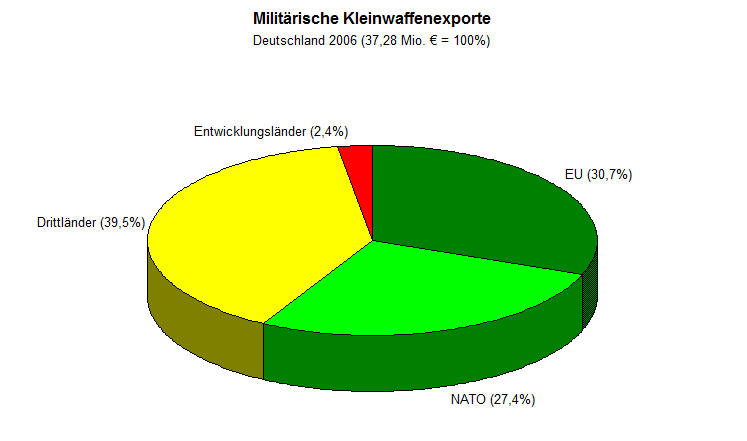
Abnehmer militärischer Kleinwaffen aus Deutschland 2006: Dieser Außenhandel muss nicht vom Bundessicherheitsrat genehmigt werden, ist aber in vielen Fällen (Weiterverbreitung in Krisenregionen) problematisch.

Eine Reihe von Firmen und Konsortien in Deutschland stellt Waffen her, die teilweise unter das Kriegswaffenkontrollgesetz fallen. Meist handelt es sich um „Mischkonzerne“, die – neben einem zivilen – einen militärischen Zweig haben. Bedeutende Exporteure sind hier der Größe nach aufgelistet:

### Airbus Group
Die Airbus Group (vormals EADS) ist der größte, zu Teilen deutsche Rüstungsexporteur. Das Konsortium verkaufte im Jahr 2010 Waffen und sonstige Rüstungsgüter im Wert von 16,36 Milliarden US-Dollar. EADS ist damit der siebtgrößte Rüstungskonzern der Welt. EADS arbeitet in fünf Geschäftsbereichen: Airbus (Bremen, Hamburg), Cassidian, Eurocopter, Airbus Military und Astrium. EADS ist ein Konsortium, an dem verschiedene Firmen und Konsortien Anteile halten: Daimler, eine Gruppe aus KfW, die Länder Hamburg, Bremen, Niedersachsen, sowie die Deutsche Bank, die französische Holding SOGEADE und die spanische Staatsholding SEPI. Cassidian baut u. a. Lenkflugkörper und Verteidigungselektronik. Die Sparte Eurocopter produziert Hubschrauber zur zivilen sowie zur militärischen Verwendung (Kampfhubschrauber Tiger, NATO-Helicopter 90 (NH 90)). Airbus Military verkauft Tankflugzeuge auf der Basis der zivilen Airbus-Flugzeuge A 310 und A 330. Astrium produziert u. a. militärische Aufklärungs- und Kommunikationssatelliten.

### Rheinmetall
Rheinmetall stellt hauptsächlich Heereswaffen her. Der Düsseldorfer Konzern entwickelt, produziert und exportiert militärische Radfahrzeuge, leichte gepanzerte Fahrzeuge und Panzer (Fuchs 1 und Fuchs 2, GTK Boxer) und Panzer wie den Schützenpanzer Puma, den Leopard 2 A6, die Panzerhaubitze 2000 und andere. Auch das seit Jahrzehnten hergestellte Maschinengewehr MG3 stammt von Rheinmetall. Der Konzern beliefert die Bundeswehr auch mit Munition diverser Typen, wie diese u. a. im Krieg in Afghanistan und in der Ukraine eingesetzt wird.

### Diehl Defence
Diehl Defence in Baden-Württemberg gehört zu 45 Prozent der französischen Thales Group. Das Unternehmen entwickelt und exportiert Flugkörper, Raketenantriebe und Zünder (Junghans Microtec).

### Krauss-Maffei Wegmann
Krauss-Maffei Wegmann befindet sich in Privatbesitz, wobei maßgebliche Anteilseigner die Familien Bode und von Braunbehrens sind. KMW produziert zusammen mit Rheinmetall den Kampfpanzer Leopard 2, die Panzerhaubitze 2000, den Schützenpanzer Puma, den Panzerspähwagen Fennek und die gepanzerten Transporter Dingo und Boxer.

### Heckler & Koch
Heckler & Koch baut Geschütze und Handfeuerwaffen aller Art. H&K beliefert mindestens 88 Staaten direkt mit ihren Waffen, darunter die Polizeien und Armeen der meisten NATO-Staaten. In mindestens 92 Staaten sind Sicherheitskräfte mit von der Firma entwickelten Waffen ausgerüstet. Das bis 2003 hergestellte G3 zählte laut Small Arms Survey 2001 mit über 7 Millionen Exemplaren zu den am meisten produzierten Schnellfeuergewehren der Welt, deutlich hinter der russischen Kalaschnikow AK-47 (70–100 Millionen). G3-Gewehre aus nichtdeutscher Produktion von Lizenznehmern werden weltweit eingesetzt, oft auch in Krisenregionen und Kriegen.

### ThyssenKrupp Marine Systems
ThyssenKrupp Marine Systems baut u. a. die an Israel, Malaysia und Neuseeland gelieferten MEKO-Korvetten. U-Boote gehen an Israel, die Türkei und weitere Staaten.

### Rolls-Royce Power Systems / MTU Friedrichshafen
Rolls-Royce Power Systems (vormals Tognum) / MTU Friedrichshafen baut Antriebe u. a. für Panzer und liefert diese nach China.

### SIG Sauer
SIG Sauer bzw. deren US-amerikanische Tochtergesellschaft SIG Sauer USA Incorporated belieferten (nach Recherchen von Daniel Harrich und dem SWR) viele Drittstaaten (nach deutscher Rechtsauffassung illegal) mit Handfeuerwaffen und wurde so zum größten Kleinwaffenhändler mit Standort in den USA. So erhielt die Tochterfirma des deutschen Waffenherstellers bspw. durch das US-Außenministerium Exportgenehmigungen nach Mexiko im Wert von bis zu 266 Millionen Dollar, für die es allerdings eine Genehmigung der deutschen Bundesregierung gebräucht hatte, die diese aber nicht aussprach. Ende 2020 stellte das Unternehmen die Produktion ein.